# Copa Mundial de Fútbol de 2022
La Copa Mundial de la FIFA Catar 2022 (en árabe: كأس العالم لكرة القدم قطر 2022‎) fue la vigésima segunda edición de la Copa Mundial de Fútbol masculino organizada por la FIFA. Esta edición del evento se desarrolló del 20 de noviembre al 18 de diciembre en el otoño de Catar, que consiguió los derechos de organización el 2 de diciembre de 2010.
Esta fue la tercera vez que el torneo se disputó en el continente asiático tras la edición de 2002 jugada en Corea del Sur y Japón y la de Rusia 2018 (aunque esta última contaba con una sola sede en territorio asiático); y la primera que se celebró en Asia Occidental. También, fue la primera vez que el torneo tuvo lugar en Oriente Próximo, en un país árabe y de mayoría musulmana, así como el de menor extensión territorial.
Por otra parte, fue el Mundial de mayor tiempo de espera desde 1950 respecto a su edición anterior, ya que se desarrolló entre noviembre y diciembre de 2022, a diferencia de los habituales junio y julio. Paralelamente, fue la Copa más corta desde 1978, pues la competición se desarrolló solamente durante veintinueve días, a diferencia de los usuales treinta y dos en los últimos campeonatos.
Fue la edición con más goles anotados: 172 (2.69 por partido). Durante la primera ronda se marcaron 120 goles, la segunda menor cantidad conseguida durante la fase de grupos desde que los participantes son treinta y dos, sólo superando lo conseguido en Sudáfrica 2010 (donde se marcaron 101 goles). Asimismo, por primera vez desde Francia 1998 ningún equipo logró puntaje ideal, ya que ninguna selección pudo ganar sus tres encuentros. Las selecciones de UEFA y AFC se convirtieron en las principales dominadoras de esa fase, pasando ocho de trece equipos europeos, y tres de seis equipos asiáticos, siendo este último caso algo inédito en la Copa Mundial. Por otro lado, Conmebol clasificó a dos de sus cuatro representantes mientras que Concacaf y CAF decepcionaron, ya que solo un representante norteamericano logró pasar la fase de grupos y por el lado africano sólo dos de cinco. Dentro de los eliminados, destacaron el tercer puesto del mundial anterior, Bélgica, las campeonas Alemania y Uruguay, además de Catar, que se convirtió en la selección anfitriona con el peor desempeño en la historia de los mundiales y la segunda en ser eliminada en fase de grupos.
En octavos, Sudamérica clasificó a los dos equipos que participaron de esa instancia, pero en cuartos de final solo sobrevivió Argentina, que pasó a las semifinales junto a dos europeos, Francia y Croacia, mientras que Marruecos se convirtió en la primera selección africana en alcanzar dicha instancia.
El campeón fue Argentina, liderado por Lionel Messi, que derrotó en la final por 4-2 en los tiros desde el punto penal al vigente campeón del mundo, Francia, luego de haber empatado 3-3, siendo la cuarta selección del mundo que se consagra fuera de su continente y la segunda de Sudamérica en conseguirlo en Asia. De esta forma, se coronó campeón por tercera vez en su historia después de treinta y seis años (la última ocasión había sido en México 1986). Asimismo, se terminó una racha de cuatro campeones europeos consecutivos, la más larga de un mismo continente.
En opinión de diversas personalidades del mundo del fútbol, el encuentro final fue considerado como la mejor final de la historia por el contexto previo y abundancia de situaciones de gol durante todo el encuentro.
Es conocido, también, como el «Mundial más polémico de la historia», ya que diversas agrupaciones y medios de comunicación expresaron su preocupación acerca de la idoneidad de Catar para acoger el evento, debido a numerosas controversias como la corrupción para adjudicarse como sede, las muertes relacionadas con la construcción de los estadios, los cuestionamientos sobre el respeto de los derechos humanos y sectores que apoyan la visibilización de la homosexualidad en el fútbol profesional, particularmente en los casos de las condiciones laborales de los trabajadores y los derechos de la comunidad LGBT, ya que la homosexualidad se llega a condenar con pena de muerte, así como a las acusaciones contra Catar de apoyar diplomática y financieramente el terrorismo islamista. También fue el «Mundial más caro de la historia» con un costo estimado en 220 mil millones de dólares.

## Proceso de selección

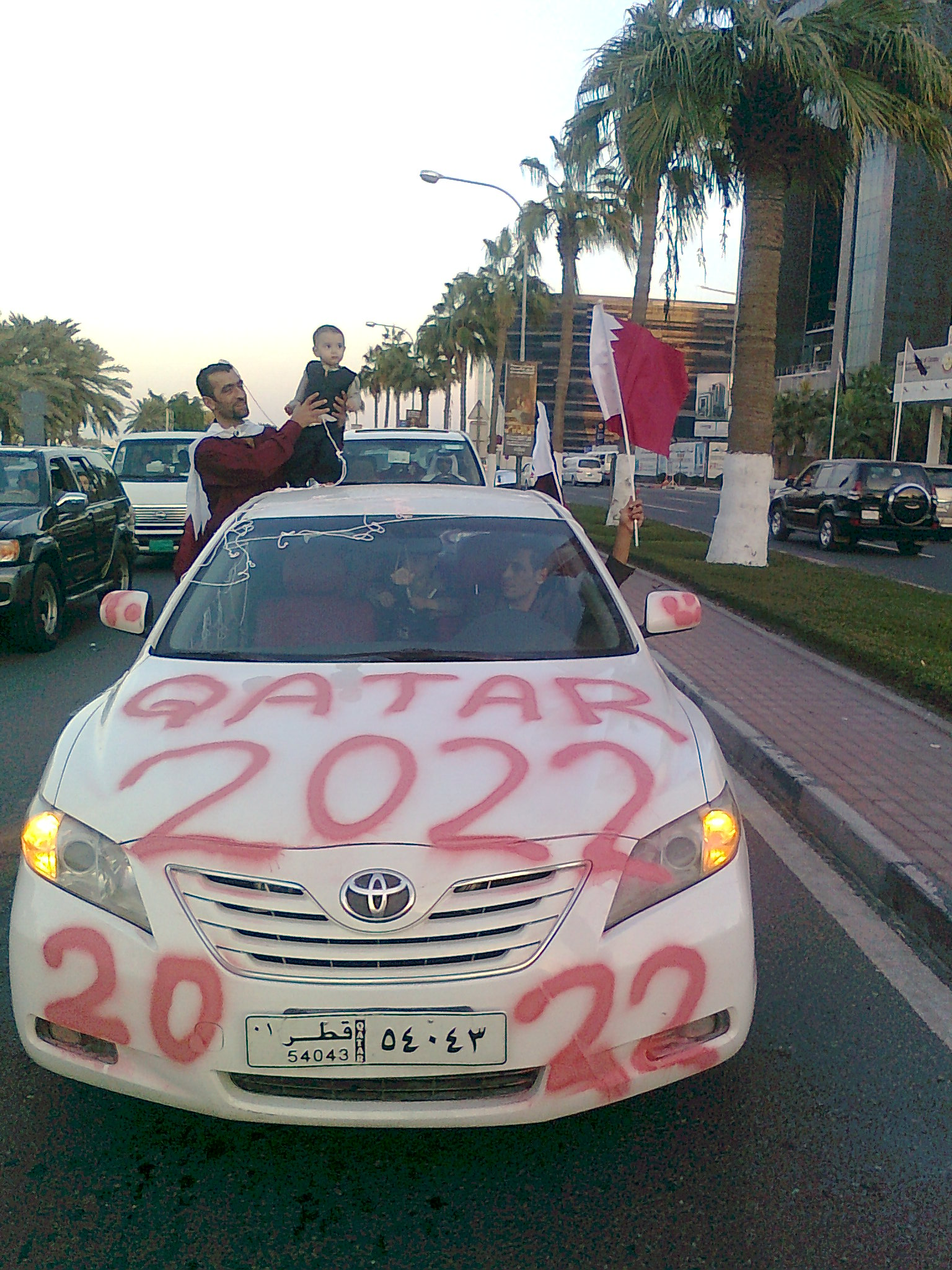
Aficionados cataríes celebran ser anfitriones de la Copa Mundial (diciembre de 2010).

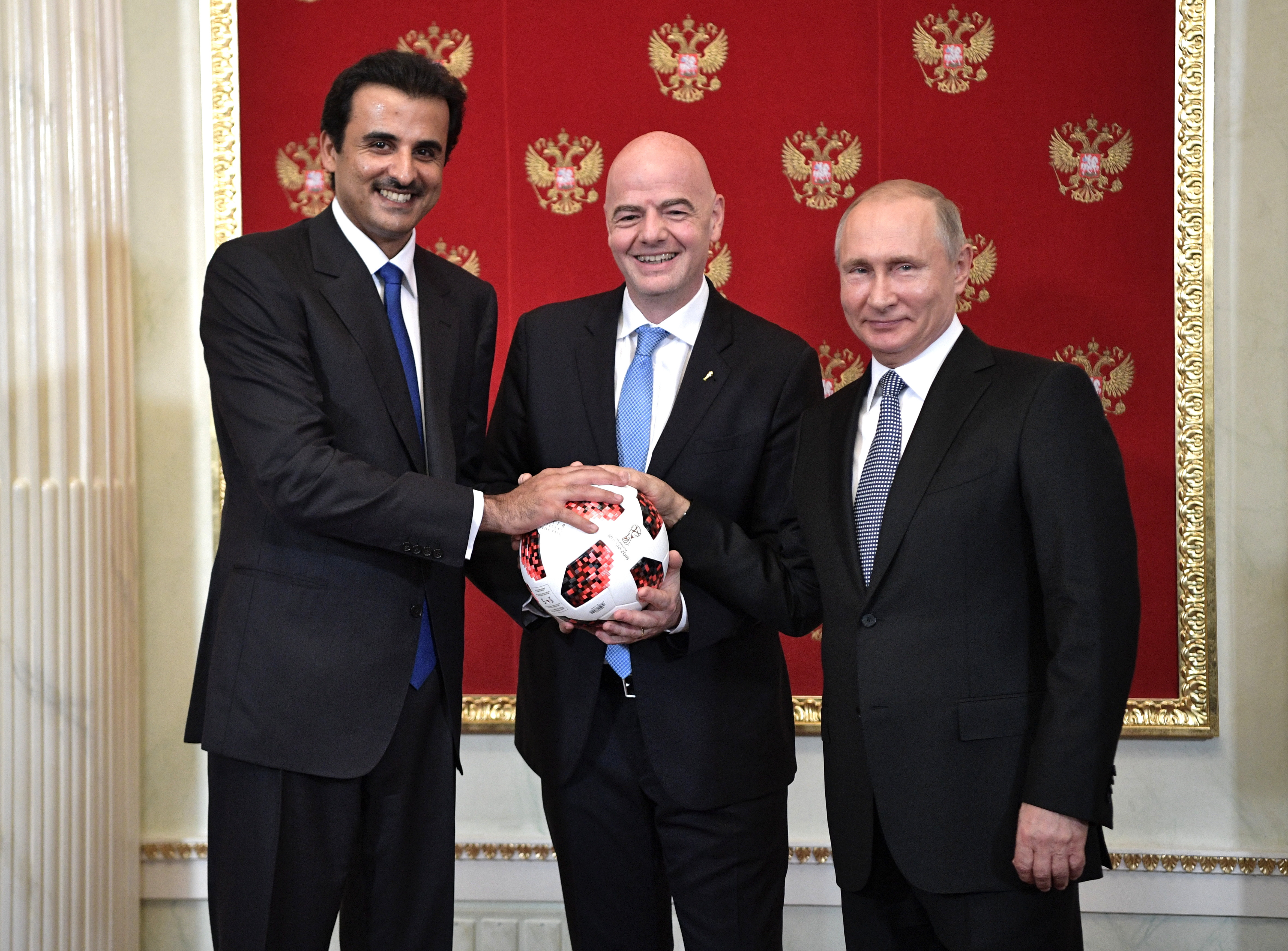
El presidente de Rusia Vladímir Putin y el presidente de la FIFA Gianni Infantino dan por finalizado el Mundial 2018 y otorgan el balón de dicho mundial al emir de Catar Tamim bin Hamad Al Thani como inicio de la espera para el Mundial 2022.

Antes de que se hiciera oficial el nombre del país organizador del Mundial, la organización catarí (encabezada por el francés Zinedine Zidane junto con el entonces emir de Catar Hamad bin Jalifa Al Thani) presentó al futuro estadio Icónico de Lusail como sede del partido inaugural y de la final, entre otros encuentros. Los resultados de la votación fueron los siguientes:
| Licitadores    | Votos   | Votos     | Votos     | Votos     |
| Licitadores    | Ronda 1 | Ronda 2   | Ronda 3   | Ronda 4   |
| -------------- | ------- | --------- | --------- | --------- |
| Catar          | 11      | 10        | 11        | 14        |
| Estados Unidos | 3       | 5         | 6         | 8         |
| Corea del Sur  | 4       | 5         | 5         | Eliminado |
| Japón          | 3       | 2         | Eliminado | Eliminado |
| Australia      | 1       | Eliminado | Eliminado | Eliminado |

### Desarrollo de la candidatura
Los países del Consejo de Cooperación del Golfo (CCG) dieron su respaldo a que Catar sea la sede del Mundial de 2022, ante las críticas de corrupción despertadas. Una alianza con la Federación Española de Fútbol que implicó en particular al F. C. Barcelona y al Real Madrid, ya que los patrocinadores de ambos equipos son originarios de medio oriente fue una de las bases que permitió a Catar obtener así el apoyo de varios países latinoamericanos y conseguir la candidatura para obtener el Mundial de 2022.

En 2011, Joseph Blatter anunció que este mundial podría ser adelantado a enero de 2022 o postergado a noviembre del mismo año, debido a que en Catar en verano las temperaturas llegan a 50 °C y así podría protegerse a los futbolistas y a todos los relacionados con el Mundial. Los organizadores anunciaron que contarían con aire acondicionado en los estadios debido al clima árido cálido, excesivamente caluroso en junio-julio.

## Organización
La organización fue encargada al Comité Supremo para la Organización y el Legado, presidido por altos cargos cataríes.

### Sedes
Catar confirmó 8 estadios en 5 ciudades para el mundial: Al Wakrah, Doha, Jor, Lusail y Rayán albergaron los 64 partidos de la Copa Mundial.
De los ocho estadios, solo el Estadio Internacional Khalifa estaba totalmente terminado al momento de su elección como sede, luego de su remodelación y posterior reinauguración. El Estadio Al Bayt (donde fue la inauguración) se comenzó a construir sobre el terreno del desaparecido Estadio Al Khor. El Estadio 974 fue el primer complejo deportivo totalmente desmontable y una vez finalizado el torneo sus partes serán donadas a los países subdesarrollados. El Estadio de Lusail, donde se jugó (entre otros partidos) la gran final, se construyó paralelamente a su ciudad homónima. Las autoridades del país árabe aseguraron que los estadios y las fan fest tuviesen climatizadores para ventilar el ambiente debido a las altas temperaturas del país anfitrión.
| Catar                                          | Catar                                          | Catar                                                                     | Catar                                                                     |
| Jor                                            | Lusail                                         | Doha                                                                      | Doha                                                                      |
| ---------------------------------------------- | ---------------------------------------------- | ------------------------------------------------------------------------- | ------------------------------------------------------------------------- |
| (Municipio de Jor)                             | (Municipio de Al Dayyen)                       | (Municipio de Ad Dawhah)                                                  | (Municipio de Ad Dawhah)                                                  |
| Estadio Al Bayt (9)                            | Estadio de Lusail (10)                         | Estadio 974 (7)                                                           | Estadio Al Thumama (8)                                                    |
| Capacidad: 68 895                              | Capacidad: 88 966                              | Capacidad: 44 089                                                         | Capacidad: 44 400                                                         |
|                                                |                                                |                                                                           |                                                                           |
| Sedes en Catar Doha Lusail Jor Rayán Al Wakrah | Sedes en Catar Doha Lusail Jor Rayán Al Wakrah | Estadios en el Área de Doha 974 Ciudad de la Educación Khalifa Al Thumama | Estadios en el Área de Doha 974 Ciudad de la Educación Khalifa Al Thumama |
| Rayán                                          | Rayán                                          | Rayán                                                                     | Al Wakrah                                                                 |
| (Municipio de Rayán) (Área de Doha)            | (Municipio de Rayán) (Área de Doha)            | (Municipio de Rayán) (Área de Doha)                                       | (Municipio de Al Wakrah)                                                  |
| Estadio Ciudad de la Educación (8)             | Estadio Áhmad bin Ali (7)                      | Estadio Internacional Khalifa (8)                                         | Estadio Al Janoub (7)                                                     |
| Capacidad: 44 667                              | Capacidad: 45 032                              | Capacidad: 45 857                                                         | Capacidad: 44 325                                                         |
|                                                |                                                |                                                                           |                                                                           |

### Campamentos base
El miércoles 27 de julio de 2022 la FIFA anunció la sede de los campamentos base de cada una de las selecciones participantes en el mundial: Este mundial tuvo la particularidad de ser el más compacto desde 1930, los seleccionados estuvieron bajo un radio de 10 kilómetros entre cada uno, mayoritariamente concentrados en la capital catarí, Doha. Es la primera vez desde Uruguay 1930 en que los jugadores y aficionados no necesitaron tomarse aviones para atender a los partidos, y podían permanecer en el mismo campo de entrenamiento alrededor de todo el torneo.
| Equipo         | Ciudad             | Base                                       | Campo de entrenamiento                     |
| -------------- | ------------------ | ------------------------------------------ | ------------------------------------------ |
| Alemania       | Madinat ash Shamal | Resort Zulal Wellness                      | Estadio Al-Shamal Sports Club              |
| Arabia Saudita | Mesaieed           | Sealine Beach, a Murwab Resort             | Complejo Deportivo Sealine                 |
| Argentina      | Doha               | Universidad de Catar, Hostel 1             | Universidad de Catar, complejo deportivo 3 |
| Australia      | Doha               | Acomodación Atlética Aspire Academy        | Complejo Deportivo Aspire Academy 5        |
| Bélgica        | Rayán              | Hilton Salwa Beach Resort y Villas         | Complejo Deportivo Salwa                   |
| Brasil         | Doha               | The Westin Doha Hotel y Spa                | Estadio Grand Hamad                        |
| Camerún        | Rayán              | Banyan Tree Doha en Le Cigale Musha        | Estadio Hamad bin Khalifa                  |
| Canadá         | Lusail             | Century Marina Hotel Lusail                | Instalaciones Deportivas del Umm-Salal SC  |
| Catar          | Doha               | Hotel Al Aziziyah Boutique                 | Doha Sports City, Instalación 3            |
| Corea del Sur  | Al Daayen          | Le Méridien City Center Doha               | Instalación Deportiva Al Egla              |
| Costa Rica     | Rayán              | dusitD2 Salwa Doha                         | Estadio Hamad bin Khalifa                  |
| Croacia        | Doha               | Hilton Doha                                | Sitio Deportivo Al Ersal                   |
| Dinamarca      | Doha               | Retaj Salwa Resort & Spa                   | Estadio de Al-Sailiya 2                    |
| Ecuador        | Doha               | Hyatt Regency Oryx Doha                    | Instalación Deportiva Mesaimeer SC         |
| España         | Doha               | Universidad de Catar, Hostel 2             | Universidad de Catar, complejo deportivo 1 |
| Estados Unidos | La Perla de Catar  | Marsa Malaz Kempinski                      | Estadio Thani bin Jassim                   |
| Francia        | Rayán              | Al Messila, Luxury Collection Resort & Spa | Estadio Jassim bin Hamad                   |
| Gales          | Rayán              | Delta Hotels City Center Doha              | Estadio Jassim bin Hamad, instalación 2    |
| Ghana          | Al Sadd            | DoubleTree by Hilton Doha                  | Instalación Deportiva Aspire Academy 1     |
| Inglaterra     | Al Wakrah          | Hotel Souq Al Wakra Qatar                  | Estadio Saoud bin Abdulrahman              |
| Irán           | Rayán              | Hotel Doha Curio Collection Al Rayyan      | Estadio Áhmad bin Ali                      |
| Japón          | Doha               | Hotel Radisson Blu Doha                    | Estadio Jassim bin Hamad, instalación 1    |
| Marruecos      | Doha               | Wyndham Doha West Bay                      | Estadio Abdullah bin Khalifa               |
| México         | Al Daayen          | Resort Simaisma, Murhab                    | Estadio Al Khor                            |
| Países Bajos   | Doha               | The St. Regis Doha                         | Universidad de Catar, complejo deportivo 6 |
| Polonia        | Umm-Salal          | Hotel Ezdan Palace                         | Instalación Deportiva Al-Kharitiyath       |
| Portugal       | Al Shahaniya       | Hotel Al Samriya Autograph Collection      | Instalación Deportiva Al-Shahaniya         |
| Senegal        | Duhail             | Complejo Deportivo de Handball en Duhail   | Complejo Deportivo Al-Duhail               |
| Serbia         | Doha               | Hotel del Golfo Accor Doha                 | Complejo Deportivo Al-Arabi                |
| Suiza          | Doha               | Le Royal Méridien                          | Universidad de Doha de Ciencias            |
| Túnez          | Al Daayen          | Wyndham Doha West Bay Beach                | Instalación Deportiva Al Egla              |
| Uruguay        | Doha               | Pullman Doha West Bay                      | Instalación Deportiva Al Ersal             |

### Lista de árbitros
La FIFA anunció una lista de 36 árbitros, provenientes de las 6 confederaciones continentales. A ella deben sumarse 63 árbitros asistentes y los colegiados que formaron parte del equipo de videoarbitraje (VAR). Por primera vez en una Copa del Mundo hubo árbitras: seis fueron designadas por la FIFA para esta edición. Se indica entre paréntesis el número de ediciones en que han participado anteriormente.
AFC
- Abdulrahman Al-Jassim (1)
- Christopher Beath
- Alireza Faghani (2)
- Ma Ning
- Mohammed Abdulla Hassan Mohamed
- Yoshimi Yamashita

CAF
- Bakary Gassama (2)
- Mustapha Ghorbal
- Victor Gomes
- Salima Mukansanga
- Maguette N'Diaye
- Janny Sikazwe

Concacaf
- Iván Barton
- Ismail Elfath
- Mario Escobar
- Said Martínez
- César Ramos (1)

Conmebol
- Raphael Claus
- Andrés Matonte
- Kevin Ortega
- Fernando Rapallini
- Wilton Sampaio (1)
- Facundo Tello
- Jesús Valenzuela

OFC
- Matthew Conger (1)

UEFA
- Stéphanie Frappart
- István Kovács
- Danny Makkelie (1)
- Szymon Marciniak
- Antonio Mateu Lahoz (1)
- Michael Oliver
- Daniele Orsato (2)
- Daniel Siebert
- Anthony Taylor
- Clément Turpin (1)
- Slavko Vinčić

### Árbitros asistentes
AFC
- Mohammadreza Abolfazli
- Taleb Al-Marri
- Mohamed Al-Hammadi
- Hasan Al-Mahri
- Saoud Al-Maqaleh
- Ashley Beecham
- Cao Yi
- Mohammadreza Mansouri
- Anton Shchetinin
- Shi Xiang

CAF
- Mahmoud Abouelregal
- Djibril Camara
- Jerson dos Santos
- Abdelhak Etchiali
- Mokrane Gourari
- Arsénio Marrengula
- Elvis Noupue
- Souru Phatsoane
- El Hadj Malick Samba
- Zakhele Siwela

Concacaf
- Kyle Atkins
- Karen Díaz Medina
- Helpys Raymundo Feliz
- Miguel Hernández
- Walter López
- Juan Carlos Mora
- David Morán
- Alberto Morín
- Kathryn Nesbitt
- Corey Parker
- Caleb Wales
- Zachari Zeegelaar

Conmebol
- Neuza Back
- Juan Pablo Belatti
- Diego Bonfá
- Bruno Boschilia
- Ezequiel Brailovsky
- Gabriel Chade
- Rodrigo Figueiredo
- Tulio Moreno
- Michael Orué
- Bruno Pires
- Jesús Sánchez
- Danilo Manis
- Martín Soppi
- Nicolás Tarán
- Jorge Urrego

OFC
- Tevita Makasini
- Mark Rule

UEFA
- Ovidiu Artene
- Simon Bennett
- Gary Beswick
- Stuart Burt
- Ciro Carbone
- Pau Cebrián Devís
- Nicolas Danos
- Jan de Vries
- Roberto Díaz Pérez del Palomar
- Rafael Foltyn
- Alessandro Giallatini
- Cyril Gringore
- Tomaž Klančnik
- Andraž Kovačič
- Tomasz Listkiewicz
- Vasile Marinescu
- Adam Nunn
- Jan Seidel
- Paweł Sokolnicki
- Hessel Steegstra

### Lista de árbitros asistentes de video (VAR)
La FIFA anunció una lista de 24 árbitros, provenientes de 5 de las 6 confederaciones continentales (Conmebol, UEFA, Concacaf, CAF y AFC). Se indica entre paréntesis el número de ediciones en que han participado anteriormente.
AFC
- Abdulla Al-Marri
- Muhammad Bin Jahari
- Shaun Evans

CAF
- Rédouane Jiyed
- Adil Zourak

Concacaf
- Drew Fischer
- Fernando Guerrero
- Armando Villarreal

Conmebol
- Julio Bascuñán (1)
- Nicolás Gallo
- Leodán González
- Juan Soto
- Mauro Vigliano (1)

UEFA
- Jérôme Brisard
- Bastian Dankert (2)
- Ricardo de Burgos Bengoetxea
- Marco Fritz
- Alejandro José Hernández Hernández
- Massimiliano Irrati (2)
- Tomasz Kwiatkowski
- Juan Martínez Munuera
- Benoît Millot
- Paolo Valeri
- Pol van Boekel

### Formato de competición
Los treinta y dos equipos que participaron en la fase final se dividieron en ocho grupos de cuatro equipos cada uno. Los grupos se jugaron por el sistema de todos contra todos, a una sola rueda. De esta manera, cada equipo disputó tres partidos en la fase de grupos.
Pasaron a la siguiente ronda los dos equipos mejor ubicados en la tabla de posiciones final de cada grupo. Según lo establecido en el artículo 32, sección 5, del reglamento del torneo, el orden de clasificación se determinó teniendo en cuenta los siguientes criterios, en orden de preferencia:
1. El mayor número de puntos obtenidos.
2. La mayor diferencia de goles.
3. El mayor número de goles a favor.

Criterios de desempate:
Si dos o más equipos quedaban igualados según los criterios anteriores, se usaron los siguientes parámetros:
1. El mayor número de puntos obtenidos en los partidos entre los equipos en cuestión.
2. La mayor diferencia de goles en esos mismos enfrentamientos.
3. El mayor número de goles anotados por cada equipo en los partidos disputados entre sí.
4. Puntos de juego limpio.
5. Sorteo del comité organizador de la Copa Mundial.

El sistema de puntos de juego limpio toma en consideración las tarjetas amarillas y rojas recibidas en todos los partidos de la fase de grupos, deduciendo puntos como se indica en la siguiente lista:
- primera tarjeta amarilla: menos 1 punto
- tarjeta roja indirecta (segunda tarjeta amarilla): menos 3 puntos
- tarjeta roja directa: menos 4 puntos
- tarjeta amarilla y roja directa: menos 5 puntos

La segunda ronda incluyó desde los octavos de final hasta la final. El ganador de cada partido pasó a la siguiente fase y el perdedor quedó eliminado. Los equipos perdedores de las semifinales jugaron el partido por el tercer puesto. El ganador de la final obtuvo la Copa del Mundo.
En todas las instancias finales, si el partido terminaba empatado se jugaba un tiempo suplementario. Si el resultado siguió igualado tras la prórroga, se definió con tiros desde el punto penal.

## Equipos participantes

Selecciones clasificadas para el Mundial de 2022
Selecciones que no se clasificaron
Equipos retirados o descalificados
Países que no son miembros de la FIFA

### Sorteo de clasificatoria
El sorteo de clasificación se programó para julio de 2019; esto se canceló posteriormente para permitir que cada confederación realizara sus sorteos individuales para sus torneos de clasificación.
En abril de 2018, la Conmebol solicitó a la FIFA que la Copa Mundial de Catar 2022 ya cuente con 48 equipos participantes, lo cual está previsto para la futura Copa Mundial de Fútbol de 2026. En julio del mismo año, Gianni Infantino declaró que la decisión pudiera estar en manos del comité organizador. El 16 de marzo de 2019 la FIFA había emitido un comunicado en el que afirmó la posibilidad de que el Mundial de Catar 2022 tuviera un total de 48 participantes. Sin embargo, el 22 de mayo de 2019, en la reunión del Consejo de la FIFA, de forma oficial, finalmente se descartó la ampliación por motivos logísticos, por no llegar a tiempo para la organización, lo que sí estará listo para el próximo Mundial de 2026.
Los primeros partidos de clasificación se jugaron en junio de 2019 en Asia, siendo el primero de estos una victoria de Mongolia ante Brunéi por 2-0, el 6 de junio de ese año. Durante una sesión en Zúrich, se anunció la repartición de los 31 cupos de la siguiente manera:
- AFC: 4,5 cupos
- CAF: 5 cupos
- Concacaf: 3,5 cupos
- Conmebol: 4,5 cupos
- OFC: 0,5 cupos
- UEFA: 13 cupos

Las sorpresas del proceso clasificatorio fueron las ausencias de Italia, Chile, Colombia, Nigeria, Suecia y Rusia, quienes no pudieron clasificar en sus respectivas confederaciones, con la particularidad de que para los primeros dos equipos, es la segunda vez consecutiva que se ausentan, mientras que Rusia fue apartado de la clasificación para la competencia como resultado de la guerra contra Ucrania. A su vez, clasificaron dos selecciones que llevaban varios años sin acudir al torneo desde su última participación: Gales (1958) y Canadá (1986).
En cursiva el único equipo debutante, Catar, quien había clasificado automáticamente como organizador.
| Eliminatorias | Eliminatorias | Eliminatorias | Eliminatorias | Eliminatorias | Eliminatorias |
| ------------- | ------------- | ------------- | ------------- | ------------- | ------------- |
| AFC           | CAF           | Concacaf      | Conmebol      | OFC           | UEFA          |

| Equipos participantes | Equipos participantes | Equipos participantes | Equipos participantes |
| --------------------- | --------------------- | --------------------- | --------------------- |
| Alemania              | Catar                 | Francia               | Países Bajos          |
| Arabia Saudita        | Corea del Sur         | Gales                 | Polonia               |
| Argentina             | Costa Rica            | Ghana                 | Portugal              |
| Australia             | Croacia               | Inglaterra            | Senegal               |
| Bélgica               | Dinamarca             | Irán                  | Serbia                |
| Brasil                | Ecuador               | Japón                 | Suiza                 |
| Camerún               | España                | Marruecos             | Túnez                 |
| Canadá                | Estados Unidos        | México                | Uruguay               |

### Sorteo final
El sorteo final para definir los grupos de la Copa Mundial se realizó el 1 de abril de 2022 en Doha, Catar, junto con el 72.° Congreso de la FIFA.
| Bombo 1 | Bombo 2 | Bombo 3                                                                                                 | Bombo 4 |
| --- | --- | --- | --- |
| Catar (51) (anfitrión) Brasil (1) Bélgica (2) Francia (3) Argentina (4) Inglaterra (5) España (7) Portugal (8) | México (9) Países Bajos (10) Dinamarca (11) Alemania (12) Uruguay (13) Suiza (14) Estados Unidos (15) Croacia (16) | Senegal (20) Irán (21) Japón (23) Marruecos (24) Serbia (25) Polonia (26) Corea del Sur (29) Túnez (35) | Camerún (37) Canadá (38) Ecuador (46) Arabia Saudita (49) Ghana (60) Gales (18) Costa Rica (31) Australia (42) |

## Desarrollo

### Ceremonia de apertura
La ceremonia inaugural de la Copa Mundial se llevó a cabo en el Estadio Al Bayt de la ciudad de Jor, con una duración aproximada de 30 minutos. El evento, que combinó elementos tradicionales de la cultura árabe con tecnología audiovisual de última generación, comenzó con un espectáculo de fuegos artificiales y la representación de escenas del desierto, camellos y mercados típicos de la península arábiga, mientras el campo de juego se iluminaba con proyecciones tridimensionales.
Entre las actuaciones más destacadas estuvo la interpretación del tema oficial «Dreamers» a cargo del cantante surcoreano Jungkook, integrante de la banda BTS, acompañado por el artista catarí Fahad Al Kubaisi. Además, se incluyeron segmentos que aludían a ceremonias de mundiales pasados, con la aparición de réplicas de balones históricos y figuras de las mascotas de distintas ediciones. El escenario principal, ubicado en el centro del campo, estaba conformado por una estructura circular de gran tamaño con pantallas LED de alta resolución, desde donde se desarrollaron coreografías multitudinarias.
Uno de los momentos más simbólicos fue la intervención del actor estadounidense Morgan Freeman, quien pronunció un mensaje sobre la unidad y la inclusión, acompañado por Ghanim Al Muftah, joven catarí con discapacidad que recitó versos del Corán. Entre los asistentes se encontraba el emir de Catar, Tamim bin Hamad Al Thani, así como varios jefes de Estado y autoridades deportivas internacionales. 

### Fase de grupos

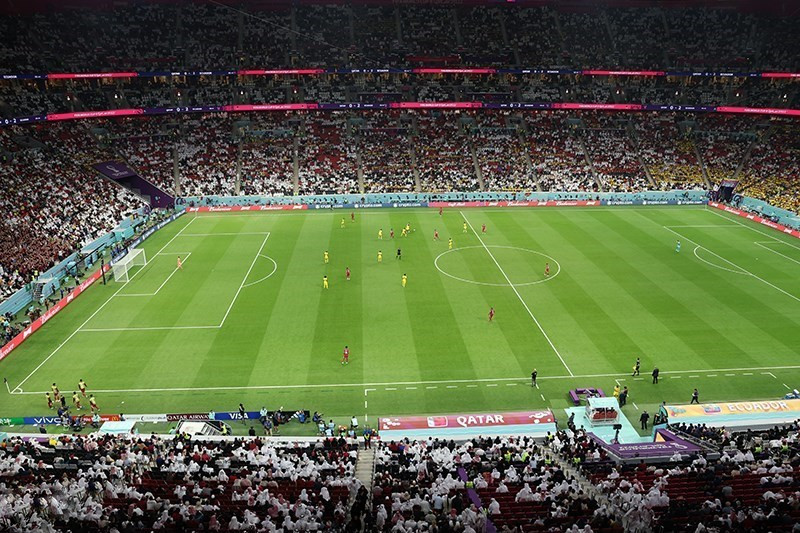
y durante el primer partido de la Copa Mundial.

El torneo comenzó el 20 de noviembre de 2022 con el partido inaugural entre la selección anfitriona, Catar, y Ecuador, por el Grupo A. Por primera vez en la historia de los mundiales, el país organizador perdió su primer encuentro: el conjunto sudamericano se impuso 2:0 con dos goles de Enner Valencia, uno de ellos mediante lanzamiento penal. Catar no logró sumar puntos en el grupo, convirtiéndose en el primer anfitrión eliminado en la fase inicial. Países Bajos, cabeza de serie, se clasificó como líder tras vencer a Senegal y Catar, y empatar sin goles ante Ecuador. Los senegaleses, campeones africanos, lograron avanzar pese a la ausencia de su estrella Sadio Mané, ganando 2:1 a Ecuador en un decisivo partido final.

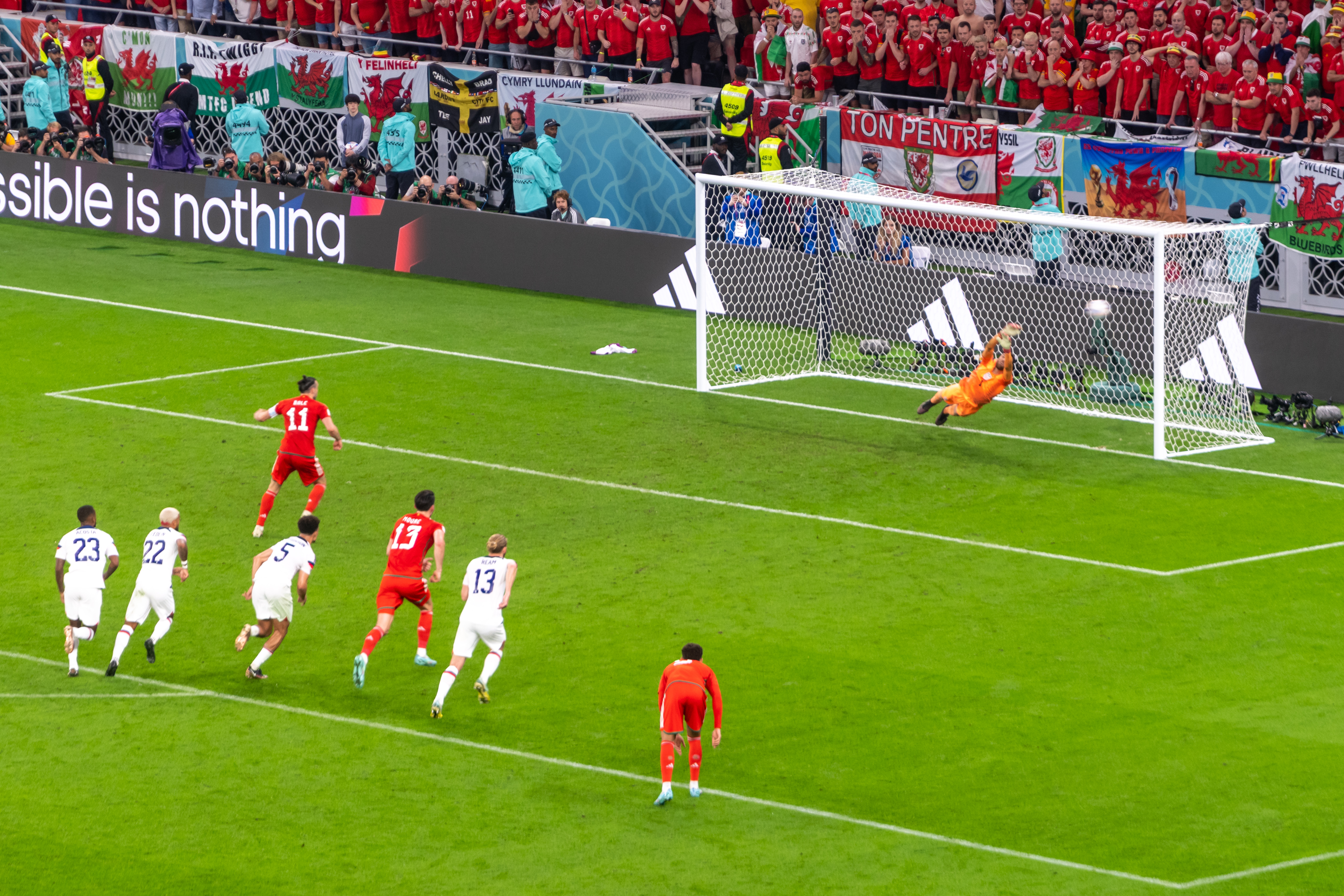
Gareth Bale anota un penal en un partido frente a Estados Unidos.

El Grupo B reunió a Inglaterra, Estados Unidos, Irán y Gales. Inglaterra debutó con una amplia victoria 6:2 sobre Irán, mientras Estados Unidos y Gales empataron 1:1 con goles de Timothy Weah y Gareth Bale. La definición se dio en la última fecha: los ingleses aseguraron el primer puesto tras derrotar a Gales, y Estados Unidos venció 1:0 a Irán con gol de Christian Pulisic, clasificando junto a Inglaterra y dejando fuera a los asiáticos y galeses.

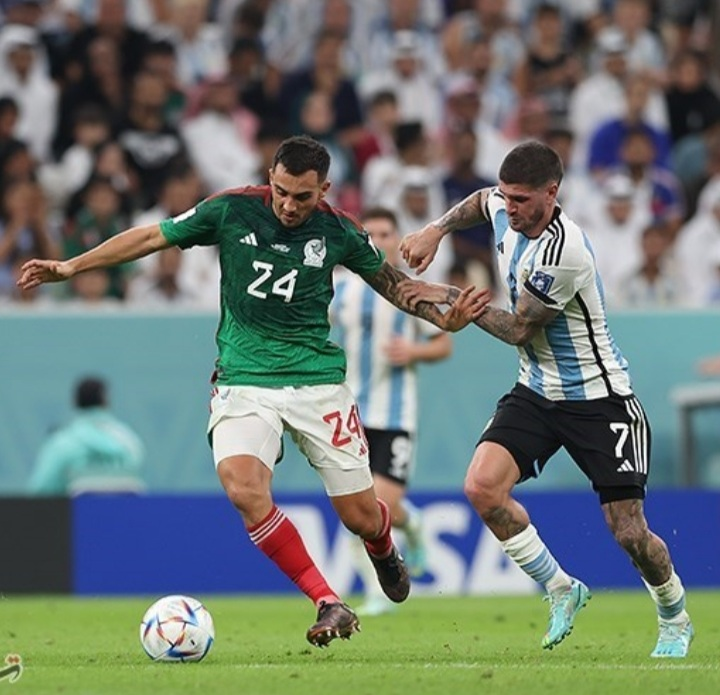
Argentina y México en un partido de la Copa Mundial.

En el Grupo C, Argentina comenzó su campaña con una de las sorpresas más grandes del torneo al perder 1:2 ante Arabia Saudita, que remontó el partido en los primeros cinco minutos del segundo tiempo, tras inicialmente ir Argentina ganando 1-0 con gol de penal de Lionel Messi al minuto 10. La derrota obligó a los sudamericanos a ganar sus dos siguientes encuentros, lo que lograron ante México (2:0) y Polonia (2:0), clasificando como líderes. Polonia avanzó gracias a su mejor diferencia de goles sobre México, que venció a Arabia Saudita por 2 a 1 pero quedó eliminado por un tanto de diferencia.
Francia, vigente campeón del mundo, encabezó el Grupo D y aseguró su pase a octavos con triunfos sobre Australia (4:1) y Dinamarca (2:1). En el tercer partido, Didier Deschamps alineó suplentes y perdió 0:1 contra Túnez, resultado que no evitó su liderazgo en el grupo. Australia sorprendió al derrotar a Túnez y a Dinamarca por idéntico marcador (1:0), logrando su segunda clasificación histórica a octavos de final.
El Grupo E fue calificado como uno de los más impredecibles. Catalogado por algunos medios como el grupo de la muerte, estuvo conformado por España, Costa Rica, Alemania y Japón. Japón dio la sorpresa al vencer a Alemania (2:1) en su debut tras una remontada en el segundo tiempo, mientras que España goleó 7:0 a Costa Rica en su primer partido. En la última fecha, Japón volvió a remontar, esta vez ante España (2:1), y se clasificó primero. España pasó en segundo lugar gracias a su diferencia de goles sobre Alemania, que derrotó 4:2 a Costa Rica pero quedó eliminada por segundo mundial consecutivo en su historia en la fase de grupos.

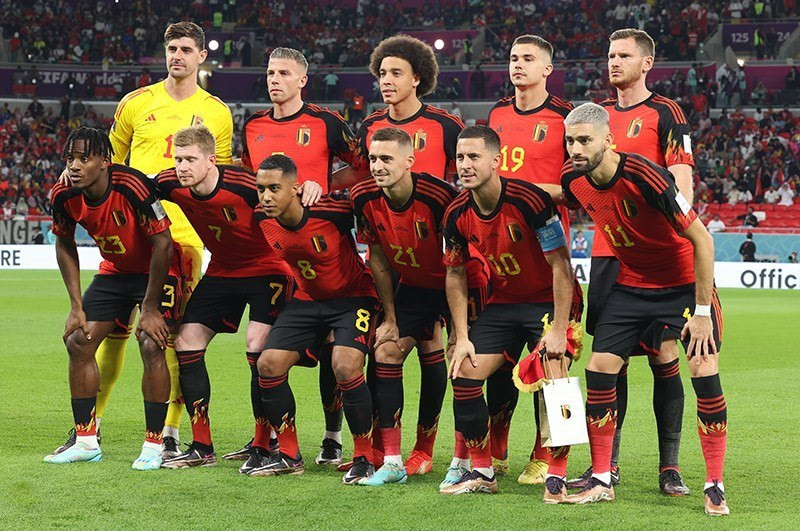
Jugadores de la selección de Bélgica antes de disputar el partido contra Canadá por el Grupo F.

En el Grupo F, Marruecos se erigió como revelación al terminar invicto, con victorias sobre Bélgica (2:0) y Canadá (2:1) y un empate inicial ante Croacia. Los croatas, subcampeones en la anterior edición de la Copa del Mundo, lograron el segundo puesto del grupo con empates ante Marruecos y Bélgica, y una victoria sobre Canadá. Bélgica, tercera en Rusia 2018, quedó eliminada en medio de críticas internas y declaraciones polémicas de sus jugadores, dónde declararon públicamente acerca de tensiones internas en el plantel. De Bruyne afirmó que el "grupo no había funcionado". Lukaku, por su parte, habló sobre problemas de comunicación durante los partidos y una atmósfera tensa dentro del vestuario.

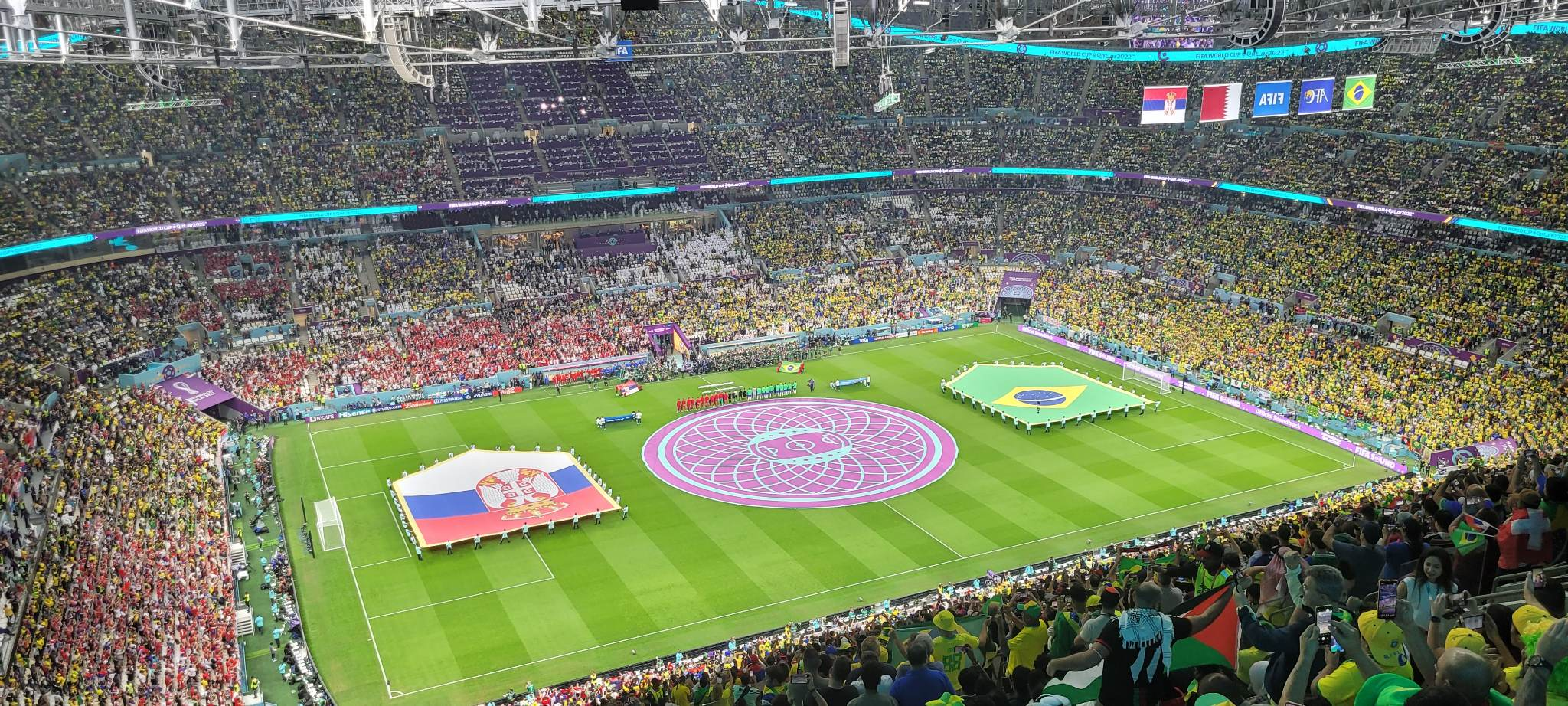
Encuentro entre Brasil y Serbia por el Grupo G en el Estadio Lusail.

Brasil lideró el Grupo G con victorias sobre Serbia y Suiza, asegurando su clasificación antes de perder 0:1 contra Camerún, que consiguió su único triunfo pero no alcanzó los octavos. Suiza pasó segunda tras vencer a Camerún y a Serbia en un partido cargado de tensión política por los gestos de algunos jugadores de origen kosovar, donde una mujer fue expulsada de las tribunas por gestos políticos. 

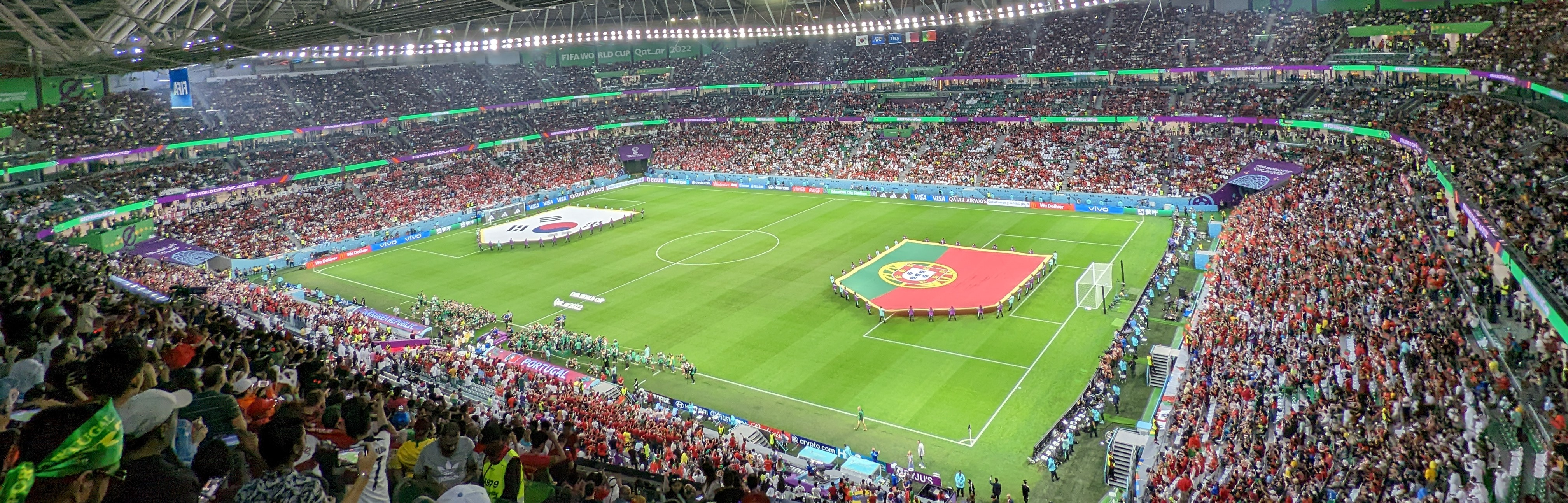
Partido entre las selecciones de Portugal y Corea del Sur por el Grupo H.

Finalmente, en el Grupo H, Portugal inició con dos victorias (ante Ghana y Uruguay) que le garantizaron el pase, aunque cerró con derrota ante Corea del Sur, que logró avanzar gracias a un gol agónico contra los portugueses y a la victoria de Uruguay sobre Ghana. Los sudamericanos quedaron fuera por menor cantidad de goles anotados, pese a estar igualados en puntos y diferencia de goles con los asiáticos.
Tras finalizar la fase de grupos, Asia logró su mejor desempeño en la historia de la competición, clasificando a tres selecciones —Japón, Corea del Sur y Australia (miembro de la AFC)— a los octavos de final. África también tuvo un papel destacado, con Senegal y Marruecos avanzando, este último clasificando como primero de grupo, hecho inédito para el país en cuestión en una Copa del Mundo.
En contraste, la Concacaf tuvo un rendimiento más discreto: solo Estados Unidos logró avanzar a la siguiente ronda, mientras México, Costa Rica y Canadá quedaron eliminados. Sudamérica presentó un rendimiento sólido, con Brasil y Argentina liderando sus grupos y con la clasificación de Ecuador quedando a las puertas por diferencia de puntos. Europa, aunque con tropiezos inesperados como la eliminación de Alemania y Bélgica, logró colocar a 10 de sus 13 representantes en los octavos de final.

### Fase de eliminatorias

#### Octavos y cuartos de final
En el inicio de los octavos de final, los Países Bajos enfrentaron a Estados Unidos en el Estadio Internacional Jalifa. El conjunto neerlandés se mostró sólido y efectivo en ataque, aprovechando sus llegadas para adelantarse con goles de Memphis Depay y Daley Blind. En la segunda mitad, Haji Wright descontó para los norteamericanos, pero un tanto de Denzel Dumfries selló el 3:1 definitivo y el pase a cuartos de los neerlandeses. Por otro lado, Argentina se midió con Australia en el Estadio Ahmad bin Ali. Lionel Messi abrió el marcador con un disparo preciso en su partido número mil como profesional, y Julián Álvarez amplió tras un error del arquero Mathew Ryan en una salida. Un gol en contra de Enzo Fernández acercó a los australianos, pero las intervenciones de Emiliano Martínez en los minutos finales aseguraron el la clasificación albiceleste.
En la misma llave, Croacia y Japón se encontraron en un duelo equilibrado que terminó 1:1 en el tiempo reglamentario, con goles de Daizen Maeda y de Ivan Perišić. El tiempo suplementario transcurrió sin goles. Japón intentó sorprender con su velocidad en los contraataques, mientras que Croacia buscó aprovechar la experiencia y el juego aéreo de sus delanteros. Los nipones tuvieron un par de aproximaciones peligrosas, destacando un disparo de Kaoru Mitoma que fue contenido por el portero Dominik Livaković. Por su parte, Croacia presionó con centros y tiros lejanos, pero la defensa japonesa y el arquero Shuichi Gonda evitaron la caída de su portería. En la tanda de penales, el arquero croata Dominik Livaković atajó tres lanzamientos, sellando el 3:1 y la clasificación a cuartos. Brasil, por su parte, enfrentó a Corea del Sur en un partido resuelto en la primera mitad: Vinícius Júnior, Neymar, Richarlison y Lucas Paquetá pusieron el 4:0 antes del descanso. Los asiáticos descontaron con un potente disparo de Paik Seung-ho, pero no evitaron la derrota 4:1.
En la otra parte del cuadro, Francia superó a Polonia en el Estadio Al Thumama. Olivier Giroud abrió el marcador y superó a Thierry Henry como máximo goleador histórico de su selección, mientras Kylian Mbappé anotó dos tantos de gran factura. Robert Lewandowski descontó de penal en tiempo añadido para el 3:1 final, sellando la clasificación de los franceses a cuartos. Por otro lado, Inglaterra derrotó a Senegal 3:0 con goles de Jordan Henderson, Harry Kane y Bukayo Saka, clasificando sin grandes sobresaltos.
Uno de los encuentros más esperados fue el Portugal–Suiza, que sorprendió por la exclusión de Cristiano Ronaldo en el once titular debido a una decisión del entrenador Fernando Santos por su actitud en el último partido. Su reemplazante, Gonçalo Ramos, marcó un triplete en la goleada 6:1, acompañado por tantos de Pepe, Raphaël Guerreiro y Rafael Leão; Manuel Akanji descontó para los helvéticos. Finalmente, Marruecos y España protagonizaron una de las mayores sorpresas: tras empatar 0:0 en el tiempo regular y la en la prórroga, los marroquíes se impusieron 3:0 en los penales, con una destacada actuación del arquero Yassine Bounou, que detuvo dos disparos, y una definición de Achraf Hakimi para sellar el pase histórico a cuartos.
En los cuartos de final, la tensión y la paridad marcaron los encuentros. En el Estadio Lusail, se dieron una de las mayores sorpresas del torneo, Croacia volvió a dar un golpe a un favorito, esta vez Brasil. El partido se mantuvo sin goles hasta la prórroga, cuando en el minuto 105 Neymar culminó una gran jugada colectiva donde combinó con Rodrygo, recibió de vuelta, hizo una pared con Paquetá y, tras eludir al portero Dominik Livaković, definió con fuerza para marcar el 1-0, convirtiéndose en el máximo goleador brasileño con 77 tantos junto a Pelé. Sin embargo, a tres minutos del final, Bruno Petković empató con un disparo desviado asistido por Mislav Oršić, sellando el empato 1-1 y forzando el partido a los penaltis. En los penales, Livaković volvió a ser decisivo y Croacia ganó 4:2, eliminando a uno de los principales candidatos del certamen. En el otro duelo de esa llave, Argentina y Países Bajos protagonizaron un partido cargado de tensión, catalogado por algunos medios como la Batalla de Lusail. El partido comenzó con un dominio argentino durante el primer tiempo, que abrió el marcador en el minuto 35 tras una gran asistencia de Lionel Messi para Nahuel Molina, quien definió con precisión ante Andries Noppert. En la segunda mitad, Messi amplió la ventaja al minuto 73, convirtiendo un penal tras una falta sobre Marcos Acuña. Sin embargo, los neerlandeses reaccionaron: Wout Weghorst descontó en el 83’ con un potente cabezazo y, en el último suspiro del tiempo agregado (90’+11), Wout Weghorst empató con una jugada preparada en un tiro libre, recibiendo dentro del área y definiendo cruzado para el 2-2, llevando el partido al tiempo suplementario. En la prórroga, Argentina recuperó el control y generó varias ocasiones claras, incluyendo un remate de Enzo Fernández que pegó en el poste en el minuto 119, pero el marcador no se movió. En la tanda de penales, Emiliano “Dibu” Martínez fue el héroe argentino, atajando los dos primeros lanzamientos de Virgil van Dijk y Steven Berghuis. Argentina ganó 4-3 desde los once metros, con Lautaro Martínez anotando el penal decisivo que selló el pase a semifinales. El encuentro tuvo un récord de 18 tarjetas amarillas y una roja emitidas por el árbitro español Antonio Mateu Lahoz, convirtiéndose en el partido con más amonestaciones en cualquier torneo internacional administrado por la FIFA.
En la otra parte del cuadro, Marruecos continuó haciendo historia al derrotar 1:0 a Portugal en el Estadio Al Thumama, Youssef En-Nesyri marcó de cabeza el único gol del partido, convirtiendo a Marruecos en el primer equipo africano en alcanzar las semifinales de un Mundial. Francia, por su parte, se impuso 2:1 a Inglaterra en el Estadio Al Bayt. Aurélien Tchouaméni adelantó a los franceses, mientras que Harry Kane empató de penal en el minuto 54. Olivier Giroud marcó el gol definitivo en el minuto 78. Kane tuvo una segunda oportunidad desde los once metros, pero envió el balón por encima del travesaño.

#### Semifinales
A semifinales del torneo, llegaron las selecciones de Argentina, Croacia, Francia y una sorpresiva Marruecos, siendo esta última su primera semifinal en toda su historia y la primera vez que un equipo africano llega a esta instancia en la Copa del Mundo.
El primer encuentro de esta instancia enfrentó a los combinados de Argentina y Croacia en el Estadio Lusail el 13 de diciembre. Croacia, que había llegado a esta fase tras superar dos tandas de penales consecutivas en octavos y cuartos de final, comenzó dominando la posesión durante el primer tiempo, controlando el ritmo y buscando desgastar a la defensa argentina. Sin embargo, la dinámica cambió a los 34 minutos cuando Julián Álvarez fue derribado dentro del área por el arquero croata Dominik Livaković, lo que resultó en un penal para Argentina. Lionel Messi tomó la responsabilidad y logró convertir, abriendo el marcador y rompiendo la igualdad al minuto 34. Pocos minutos después, Julián Álvarez protagonizó una carrera electrizante desde su propio campo tras recuperar un balón suelto. La jugada continuó con varios rebotes favorables en el área rival que finalmente terminaron en gol para Álvarez, que anotó el segundo tanto para Argentina y aumentó la ventaja justo antes del descanso. En la segunda parte, Argentina mantuvo la presión, y una gran jugada individual de Messi —que superó en velocidad y habilidad a Josko Gvardiol— terminó con una asistencia precisa para que Álvarez anotara su doblete, sellando el marcador definitivo de 3-0. Así, Argentina aseguró su pase a la final, alcanzando su sexta definición en la historia de los mundiales.
La otra semifinal, disputada el 14 de diciembre en el Estadio Al Bayt, enfrentó a Francia y Marruecos. Francia se adelantó rápidamente gracias a un gol tempranero de Theo Hernández, quien aprovechó un contragolpe para marcar a los 5 minutos y poner en ventaja a los campeones defensores. Marruecos, sin embargo, generó varias ocasiones claras para empatar, destacándose un remate al poste de Jawad El Yamiq que levantó a los aficionados locales. En la segunda mitad, Francia amplió la ventaja con un gol de Randal Kolo Muani, quien había ingresado apenas segundos antes y definió tras un centro preciso, anotando el 2-0 que resultó decisivo. Marruecos no logró descontar. El partido culminó 2-0 a favor de los europeos, donde Francia avanzaba a su cuarta final mundialista y la segunda consecutiva, con la intención de defender el título que había conseguido en Rusia 2018.

#### Partido por el tercer puesto
El 17 de diciembre, Croacia y Marruecos se enfrentaron en el Estadio Internacional Jalifa para definir el tercer lugar de la Copa del Mundo. Apenas a los 7 minutos, Josko Gvardiol abrió el marcador con un cabezazo tras una jugada preparada. Sin embargo, dos minutos después, Achraf Dari empató de la misma manera para Marruecos. El partido se mantuvo abierto y con opciones para ambos, hasta que Mislav Oršić, con un disparo preciso que pegó en el poste antes de entrar, puso el 2:1 a favor de los croatas antes del descanso. En la segunda mitad, Marruecos buscó el empate con insistencia, pero la defensa balcánica resistió y aseguró la segunda medalla de bronce en la historia croata, tras la obtenida en Francia 1998.

#### Final
El 18 de diciembre de 2022 se disputó la final de la Copa Mundial de Fútbol en el Estadio Icónico de Lusail, en Lusail, Catar, con una asistencia de 88 966 espectadores, enfrentando a las selecciones de Argentina y Francia. El resultado final fue 3-3 tras la prórroga, imponiéndose Argentina por 4-2 en la tanda de penales, logrando así su tercer título mundial en su historia.
Antes del encuentro se realizó la ceremonia de clausura del torneo, que llevó por título A Night to Remember. En ella participaron artistas internacionales y locales, interpretando fragmentos de canciones oficiales de Catar 2022 como Dreamers, cantada por Jungkook de BTS junto a Fahad Al Kubaisi, y Light the Sky, interpretada por Balqees, Nora Fatehi, Rahma Riad y Manal. Davido y Aisha interpretaron Hayya Hayya (Better Together). Ozuna y Gims, que interpretaron Arhbo. Coreografías con vestuarios coloridos y referencias culturales árabes dieron marco a la previa, mientras se realizaban proyecciones visuales en el campo y se presentaba el trofeo sobre un pedestal dorado. Antes del inicio del partido, el Himno Nacional Argentino fue interpretado por Lali Espósito. Mientras tanto, el Himno Nacional de Francia, fue interpretado por la cantante egipcia Farrah El-Dibany.
Argentina y Francia ya se habían enfrentado en la Copa Mundial de 2018 en los octavos de final, con victoria francesa por 4-3, además de esa ocasión, se habían enfrentado dos veces más en 1930 y 1978. El encuentro comenzó con un claro dominio argentino, que impuso su ritmo desde los primeros minutos. La Albiceleste mostró un juego fluido y ordenado, presionando alto y generando oportunidades. A los 23 minutos, tras una falta dentro del área cometida por Ousmane Dembélé sobre Ángel Di María, el árbitro polaco Szymon Marciniak señaló penal. Lionel Messi ejecutó un disparo que venció al arquero Lloris, abriendo el marcador y poniendo en ventaja a Argentina durante el primer complemento. El seleccionado europeo mostró signos de desconcierto, mientras Argentina seguía controlando el partido.
Poco antes del descanso, a los 36 minutos, una rápida contra iniciada por Alexis Mac Allister desembocó en una brillante jugada colectiva que terminó con un pase preciso para Ángel Di María, quien con un remate colocado amplió la ventaja a 2-0. En toda la primera mitad, Francia no realizó ni un solo remate al arco, evidenciando el dominio argentino y las dificultades del vigente campeón para generar peligro.
En la segunda mitad, Argentina mantuvo el control y parecía encaminada a la victoria, hasta que, a los 80 minutos, un error defensivo en la Albiceleste permitió a Francia obtener un penal tras una falta sobre Randal Kolo Muani. Kylian Mbappé, fue el encargado de ejecutar el penal, acortando distancias. Apenas un minuto después, Mbappé anotó nuevamente con una volea dentro del área argentina tras una jugada rápida, igualando el marcador 2-2 poco antes de finalizar el tiempo reglamentario.
El partido se encaminó entonces a una prórroga cargada de tensión. A los 108 minutos, Messi volvió a poner en ventaja a Argentina al aprovechar un rebote dentro del área y definir con precisión, dándole a Argentina una victoria parcial por 3-2. Sin embargo, la respuesta francesa no se hizo esperar y, a los 118 minutos, Mbappé completó su triplete tras convertir otro penal, esta vez provocado por una mano de Gonzalo Montiel en el área tras golpear la pelota en su brazo, igualando nuevamente el marcador 3-3.
Durante los últimos momentos del encuentro, a los 120+3 minutos. La defensa argentina, adelantada en busca del gol que definiera, intentó achicar espacios, pero un balón filtrado sobrepasó a Nicolás Otamendi. Kolo Muani quedó mano a mano con el arquero argentino Emiliano Martínez. El francés optó por un remate fuerte por abajo. Martínez estirando su pierna izquierda para detener el disparo con el último recurso posible. Esta atajada, por el momento y la importancia del instante, fue considerada por varios medios como una de las mejores atajadas en la historia de las finales de la Copa Mundial. Segundos antes de finalizar el encuentro, Lautaro Martínez desaprovechó una ocasión de gol para darle la victoria a Argentina por 4-3, tras no lograr conectar un cabezazo tras un largo balón enviado por Montiel, y Mbappé en ataqué gambeteó a varios futbolistas argentinos, y al punto de ingresar al área se frenó con un violento rechazo del balón fuera del campo de Paulo Dybala.
Al finalizar el tiempo reglamentario y la prórroga con empate 3-3, la definición se trasladó a la tanda de penales. En ella, Emiliano Martínez fue determinante, atajando el segundo penal de Francia lanzado por Kingsley Coman, mientras que Aurélien Tchouaméni erró su disparo. Por Argentina, Lionel Messi, Paulo Dybala, Leandro Paredes y Gonzalo Montiel convirtieron sus penales con gran precisión, siendo Montiel quien marcó el tiro decisivo que consagró a Argentina como campeona del mundo por tercera vez en su historia, convirtiéndose en la cuarta selección en ganar la Copa del Mundo fuera de su continente, y siendo la primera vez que la Albiceleste conquista el trofeo fuera del continente americano.
Al finalizar, se llevó a cabo la ceremonia de premiación. Lionel Messi recibió el Balón de Oro al mejor jugador del torneo; Kylian Mbappé, el Botín de Oro como máximo goleador con 8 tantos; Emiliano Martínez, el Guante de Oro como mejor arquero; y Enzo Fernández, el premio al Mejor Jugador Joven. Posteriormente, el capitán argentino alzó el trofeo de la Copa del Mundo ante el público y junto a sus compañeros de equipo, dando fin una final considerada por muchos como una de las más emocionantes en la historia de la Copa Mundial.

## Fase de grupos
La programación de los partidos fue anunciada por la FIFA el 15 de julio de 2020, el Comité Ejecutivo de la FIFA anunció la hora local de los partidos: el partido inaugural se jugará a las 19:00 y la final se jugará a las 18:00; los partidos correspondientes a las dos primeras fechas de la fase de grupos, a las 13:00, 16:00, 19:00 y 22:00; los partidos de la tercera fecha de la fase de grupos, los octavos y los cuartos de final, a las 18:00 y 22:00; las semifinales a las 22:00; el partido por el tercer puesto y la final a las 18:00.
- Los horarios son correspondientes a la hora local catarí (UTC+03:00).

### Grupo A

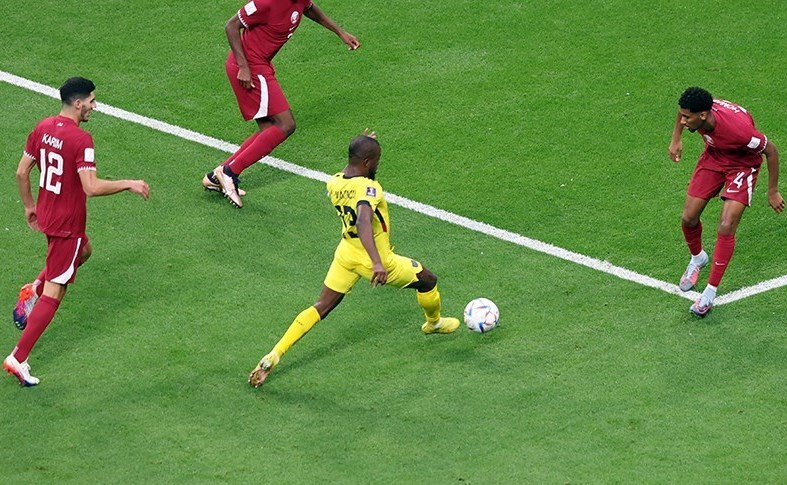
Ecuador contra Catar

| Selección    | Pts | PJ | PG | PE | PP | GF | GC | Dif |
| ------------ | --- | -- | -- | -- | -- | -- | -- | --- |
| Países Bajos | 7   | 3  | 2  | 1  | 0  | 5  | 1  | 4   |
| Senegal      | 6   | 3  | 2  | 0  | 1  | 5  | 4  | 1   |
| Ecuador      | 4   | 3  | 1  | 1  | 1  | 4  | 3  | 1   |
| Catar        | 0   | 3  | 0  | 0  | 3  | 1  | 7  | –6  |

| 20 de noviembre | Catar | 0:2 (0:2) | Ecuador                  | Estadio Al Bayt, Jor                                       |                                                            |
| 19:00 |       | Reporte   | Valencia 16' (pen.), 31' | Asistencia: 67 372 espectadores Árbitro(s): Daniele Orsato | Asistencia: 67 372 espectadores Árbitro(s): Daniele Orsato |
| Catar hizo su debut absoluto en una Copa Mundial de Fútbol, además es la primera selección anfitriona que pierde el partido inaugural de una Copa del Mundo. |       |           |                          |                                                            |                                                            |

| 21 de noviembre | Senegal | 0:2 (0:0) | Países Bajos               | Estadio Al Thumama, Doha                                   |                                                            |
| 19:00           |         | Reporte   | Gakpo 84' · Klaassen 90+9' | Asistencia: 41 721 espectadores Árbitro(s): Wilton Sampaio | Asistencia: 41 721 espectadores Árbitro(s): Wilton Sampaio |

| 25 de noviembre                                                          | Catar          | 1:3 (0:1) | Senegal                               | Estadio Al Thumama, Doha                                |                                                         |
| 16:00                                                                    | M. Muntari 78' | Reporte   | Dia 41' · Diédhiou 48' · B. Dieng 84' | Asistencia: 41 797 espectadores Árbitro(s): Mateu Lahoz | Asistencia: 41 797 espectadores Árbitro(s): Mateu Lahoz |
| Mohammed Muntari convirtió el primer gol de Catar en una Copa del Mundo. |                |           |                                       |                                                         |                                                         |

| 25 de noviembre | Países Bajos | 1:1 (1:0) | Ecuador      | Estadio Internacional Khalifa, Rayán                         |                                                              |
| 19:00           | Gakpo 6'     | Reporte   | Valencia 49' | Asistencia: 44 833 espectadores Árbitro(s): Mustapha Ghorbal | Asistencia: 44 833 espectadores Árbitro(s): Mustapha Ghorbal |

| 29 de noviembre | Ecuador     | 1:2 (0:1) | Senegal                            | Estadio Internacional Khalifa, Rayán                       |                                                            |
| 18:00           | Caicedo 67' | Reporte   | I. Sarr 44' (pen.) · Koulibaly 70' | Asistencia: 44 569 espectadores Árbitro(s): Clément Turpin | Asistencia: 44 569 espectadores Árbitro(s): Clément Turpin |

| 29 de noviembre | Países Bajos               | 2:0 (1:0) | Catar | Estadio Al Bayt, Jor                                       |                                                            |
| 18:00 | Gakpo 26' · F. de Jong 49' | Reporte   |       | Asistencia: 66 784 espectadores Árbitro(s): Bakary Gassama | Asistencia: 66 784 espectadores Árbitro(s): Bakary Gassama |
| Catar se convirtió en el segundo país anfitrión en ser eliminado en la fase de grupos de una Copa del Mundo, además de ser la peor actuación de una selección anfitriona en la historia del torneo hasta el momento. |                            |           |       |                                                            |                                                            |

### Grupo B

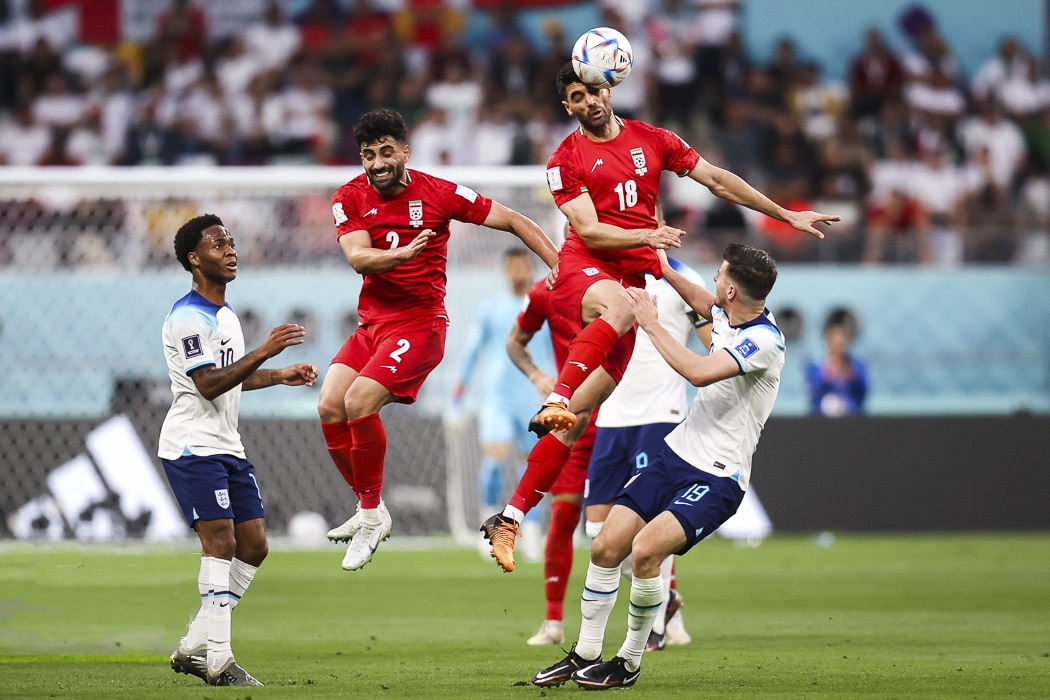
Inglaterra contra Irán

| Selección      | Pts | PJ | PG | PE | PP | GF | GC | Dif |
| -------------- | --- | -- | -- | -- | -- | -- | -- | --- |
| Inglaterra     | 7   | 3  | 2  | 1  | 0  | 9  | 2  | 7   |
| Estados Unidos | 5   | 3  | 1  | 2  | 0  | 2  | 1  | 1   |
| Irán           | 3   | 3  | 1  | 0  | 2  | 4  | 7  | –3  |
| Gales          | 1   | 3  | 0  | 1  | 2  | 1  | 6  | –5  |

| 21 de noviembre | Inglaterra                                                                    | 6:2 (3:0) | Irán                      | Estadio Internacional Khalifa, Rayán                      |                                                           |
| 16:00           | Bellingham 35' · Saka 43', 62' · Sterling 45+1' · Rashford 71' · Grealish 89' | Reporte   | Taremi 65', 90+13' (pen.) | Asistencia: 45 334 espectadores Árbitro(s): Raphael Claus | Asistencia: 45 334 espectadores Árbitro(s): Raphael Claus |

| 21 de noviembre | Estados Unidos | 1:1 (1:0) | Gales           | Estadio Áhmad bin Ali, Rayán                                      |                                                                   |
| 22:00           | Weah 36'       | Reporte   | Bale 82' (pen.) | Asistencia: 43 418 espectadores Árbitro(s): Abdulrahman Al-Jassim | Asistencia: 43 418 espectadores Árbitro(s): Abdulrahman Al-Jassim |

| 25 de noviembre | Gales | 0:2 (0:0) | Irán                            | Estadio Áhmad bin Ali, Rayán                              |                                                           |
| 13:00           |       | Reporte   | Cheshmi 90+8' · Rezaeian 90+11' | Asistencia: 40 875 espectadores Árbitro(s): Mario Escobar | Asistencia: 40 875 espectadores Árbitro(s): Mario Escobar |

| 25 de noviembre | Inglaterra | 0:0     | Estados Unidos | Estadio Al Bayt, Jor                                         |                                                              |
| 22:00           |            | Reporte |                | Asistencia: 68 463 espectadores Árbitro(s): Jesús Valenzuela | Asistencia: 68 463 espectadores Árbitro(s): Jesús Valenzuela |

| 29 de noviembre                                                                             | Gales | 0:3 (0:0) | Inglaterra                    | Estadio Áhmad bin Ali, Rayán                              |                                                           |
| 22:00                                                                                       |       | Reporte   | Rashford 50', 68' · Foden 51' | Asistencia: 44 297 espectadores Árbitro(s): Slavko Vinčić | Asistencia: 44 297 espectadores Árbitro(s): Slavko Vinčić |
| Primer enfrentamiento en la historia de la Copa Mundial entre dos naciones del Reino Unido. |       |           |                               |                                                           |                                                           |

| 29 de noviembre | Irán | 0:1 (0:1) | Estados Unidos | Estadio Al Thumama, Doha                                        |                                                                 |
| 22:00           |      | Reporte   | Pulisic 38'    | Asistencia: 42 127 espectadores Árbitro(s): Antonio Mateu Lahoz | Asistencia: 42 127 espectadores Árbitro(s): Antonio Mateu Lahoz |

### Grupo C

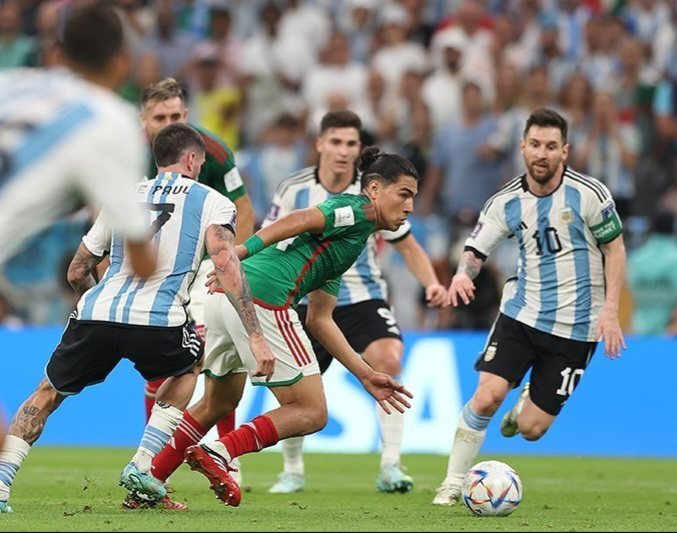
Argentina contra México

| Selección      | Pts | PJ | PG | PE | PP | GF | GC | Dif |
| -------------- | --- | -- | -- | -- | -- | -- | -- | --- |
| Argentina      | 6   | 3  | 2  | 0  | 1  | 5  | 2  | 3   |
| Polonia        | 4   | 3  | 1  | 1  | 1  | 2  | 2  | 0   |
| México         | 4   | 3  | 1  | 1  | 1  | 2  | 3  | –1  |
| Arabia Saudita | 3   | 3  | 1  | 0  | 2  | 3  | 5  | –2  |

| 22 de noviembre                                                                 | Argentina        | 1:2 (1:0) | Arabia Saudita                    | Estadio de Lusail, Lusail                                 |                                                           |
| 13:00                                                                           | Messi 10' (pen.) | Reporte   | Al-Shehri 48' · S. Al-Dawsari 53' | Asistencia: 88 012 espectadores Árbitro(s): Slavko Vinčić | Asistencia: 88 012 espectadores Árbitro(s): Slavko Vinčić |
| Primera derrota de Argentina ante una selección asiática en una Copa del Mundo. |                  |           |                                   |                                                           |                                                           |

| 22 de noviembre | México | 0:0     | Polonia | Estadio 974, Doha                                             |                                                               |
| 19:00           |        | Reporte |         | Asistencia: 39 369 espectadores Árbitro(s): Christopher Beath | Asistencia: 39 369 espectadores Árbitro(s): Christopher Beath |

| 26 de noviembre | Polonia                         | 2:0 (1:0) | Arabia Saudita | Estadio Ciudad de la Educación, Rayán                      |                                                            |
| 16:00           | Zieliński 39' · Lewandowski 82' | Reporte   |                | Asistencia: 44 259 espectadores Árbitro(s): Wilton Sampaio | Asistencia: 44 259 espectadores Árbitro(s): Wilton Sampaio |

| 26 de noviembre                                                                                                 | Argentina                 | 2:0 (0:0) | México | Estadio de Lusail, Lusail                                  |                                                            |
| 22:00 | Messi 64' · Fernández 87' | Reporte   |        | Asistencia: 88 966 espectadores Árbitro(s): Daniele Orsato | Asistencia: 88 966 espectadores Árbitro(s): Daniele Orsato |
| Fue el partido con más espectadores en una Copa Mundial de la FIFA tras 28 años —final de Estados Unidos 1994—. |                           |           |        |                                                            |                                                            |

| 30 de noviembre | Polonia | 0:2 (0:0) | Argentina                      | Estadio 974, Doha                                          |                                                            |
| 22:00           |         | Reporte   | Mac Allister 46' · Álvarez 68' | Asistencia: 44 089 espectadores Árbitro(s): Danny Makkelie | Asistencia: 44 089 espectadores Árbitro(s): Danny Makkelie |

| 30 de noviembre | Arabia Saudita      | 1:2 (0:0) | México                  | Estadio de Lusail, Lusail                                  |                                                            |
| 22:00           | S. Al-Dawsari 90+5' | Reporte   | Martín 47' · Chávez 52' | Asistencia: 84 985 espectadores Árbitro(s): Michael Oliver | Asistencia: 84 985 espectadores Árbitro(s): Michael Oliver |

### Grupo D

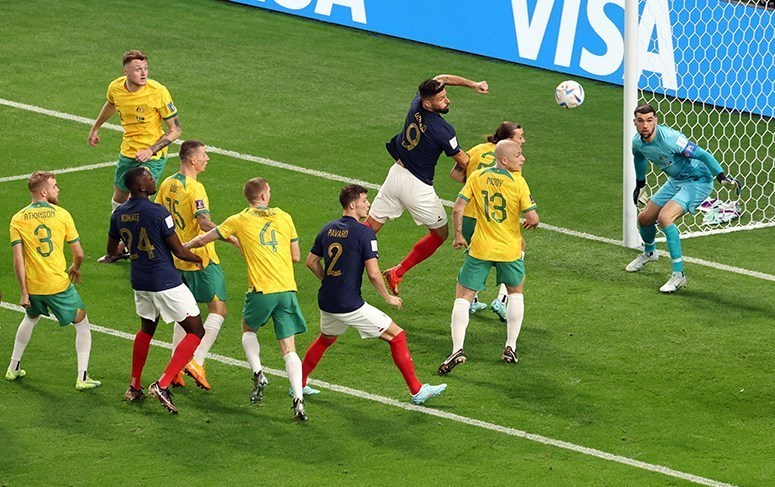
Francia contra Australia

| Selección | Pts | PJ | PG | PE | PP | GF | GC | Dif |
| --------- | --- | -- | -- | -- | -- | -- | -- | --- |
| Francia   | 6   | 3  | 2  | 0  | 1  | 6  | 3  | 3   |
| Australia | 6   | 3  | 2  | 0  | 1  | 3  | 4  | –1  |
| Túnez     | 4   | 3  | 1  | 1  | 1  | 1  | 1  | 0   |
| Dinamarca | 1   | 3  | 0  | 1  | 2  | 1  | 3  | –2  |

| 22 de noviembre | Dinamarca | 0:0     | Túnez | Estadio Ciudad de la Educación, Rayán                          |                                                                |
| 16:00           |           | Reporte |       | Asistencia: 42 925 espectadores Árbitro(s): César Arturo Ramos | Asistencia: 42 925 espectadores Árbitro(s): César Arturo Ramos |

| 22 de noviembre | Francia                                   | 4:1 (2:1) | Australia  | Estadio Al Janoub, Al Wakrah                                               |                                                                            |
| 22:00           | Rabiot 27' · Giroud 32', 71' · Mbappé 68' | Reporte   | Goodwin 9' | Asistencia: 40 875 espectadores Árbitro(s): Victor Miguel de Freitas Gomes | Asistencia: 40 875 espectadores Árbitro(s): Victor Miguel de Freitas Gomes |

| 26 de noviembre | Túnez | 0:1 (0:1) | Australia | Estadio Al Janoub, Al Wakrah                               |                                                            |
| 13:00           |       | Reporte   | Duke 23'  | Asistencia: 41 823 espectadores Árbitro(s): Daniel Siebert | Asistencia: 41 823 espectadores Árbitro(s): Daniel Siebert |

| 26 de noviembre | Francia         | 2:1 (0:0) | Dinamarca          | Estadio 974, Doha                                            |                                                              |
| 19:00           | Mbappé 61', 86' | Reporte   | A. Christensen 68' | Asistencia: 42 860 espectadores Árbitro(s): Szymon Marciniak | Asistencia: 42 860 espectadores Árbitro(s): Szymon Marciniak |

| 30 de noviembre | Australia  | 1:0 (0:0) | Dinamarca | Estadio Al Janoub, Al Wakrah                                 |                                                              |
| 18:00           | Leckie 60' | Reporte   |           | Asistencia: 41 232 espectadores Árbitro(s): Mustapha Ghorbal | Asistencia: 41 232 espectadores Árbitro(s): Mustapha Ghorbal |

| 30 de noviembre | Túnez      | 1:0 (0:0) | Francia | Estadio Ciudad de la Educación, Rayán                   |                                                         |
| 18:00           | Khazri 58' | Reporte   |         | Asistencia: 43 627 espectadores Árbitro(s): Matt Conger | Asistencia: 43 627 espectadores Árbitro(s): Matt Conger |

### Grupo E

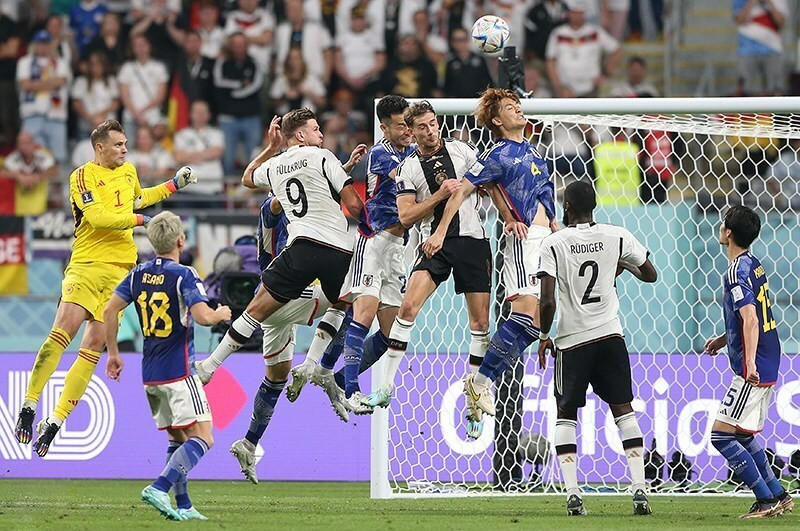
Japón contra Alemania

| Selección  | Pts | PJ | PG | PE | PP | GF | GC | Dif |
| ---------- | --- | -- | -- | -- | -- | -- | -- | --- |
| Japón      | 6   | 3  | 2  | 0  | 1  | 4  | 3  | 1   |
| España     | 4   | 3  | 1  | 1  | 1  | 9  | 3  | 6   |
| Alemania   | 4   | 3  | 1  | 1  | 1  | 6  | 5  | 1   |
| Costa Rica | 3   | 3  | 1  | 0  | 2  | 3  | 11 | –8  |

| 23 de noviembre | Alemania            | 1:2 (1:0) | Japón                | Estadio Internacional Khalifa, Rayán                    |                                                         |
| 16:00           | Gündoğan 33' (pen.) | Reporte   | Dōan 75' · Asano 83' | Asistencia: 42 608 espectadores Árbitro(s): Iván Barton | Asistencia: 42 608 espectadores Árbitro(s): Iván Barton |

| 23 de noviembre                                                         | España                                                                                   | 7:0 (3:0) | Costa Rica | Estadio Al Thumama, Doha                                     |                                                              |
| 19:00                                                                   | Olmo 11' · Asensio 21' · F. Torres 31' (pen.), 54' · Gavi 79' · Soler 90' · Morata 90+2' | Reporte   |            | Asistencia: 40 013 espectadores Árbitro(s): Mohammed Abdulla | Asistencia: 40 013 espectadores Árbitro(s): Mohammed Abdulla |
| Peor derrota de Costa Rica y mayor victoria de España en los mundiales. |                                                                                          |           |            |                                                              |                                                              |

| 27 de noviembre | Japón | 0:1 (0:0) | Costa Rica | Estadio Áhmad bin Ali, Rayán                               |                                                            |
| 13:00           |       | Reporte   | Fuller 81' | Asistencia: 41 479 espectadores Árbitro(s): Michael Oliver | Asistencia: 41 479 espectadores Árbitro(s): Michael Oliver |

| 27 de noviembre | España     | 1:1 (0:0) | Alemania     | Estadio Al Bayt, Jor                                       |                                                            |
| 22:00           | Morata 62' | Reporte   | Füllkrug 83' | Asistencia: 68 895 espectadores Árbitro(s): Danny Makkelie | Asistencia: 68 895 espectadores Árbitro(s): Danny Makkelie |

| 1 de diciembre | Japón                 | 2:1 (0:1) | España     | Estadio Internacional Khalifa, Rayán                     |                                                          |
| 22:00          | Dōan 48' · Tanaka 51' | Reporte   | Morata 11' | Asistencia: 44 851 espectadores Árbitro(s): Victor Gomes | Asistencia: 44 851 espectadores Árbitro(s): Victor Gomes |

| 1 de diciembre                                                                                         | Costa Rica              | 2:4 (0:1) | Alemania                                     | Estadio Al Bayt, Jor                                        |                                                             |
| 22:00                                                                                                  | Tejeda 58' · Vargas 70' | Reporte   | Gnabry 10' · Havertz 73', 85' · Füllkrug 89' | Asistencia: 67 054 espectadores Árbitra: Stéphanie Frappart | Asistencia: 67 054 espectadores Árbitra: Stéphanie Frappart |
| Stéphanie Frappart se convirtió en la primera árbitra en dirigir un partido de Copa Mundial masculina. |                         |           |                                              |                                                             |                                                             |

### Grupo F

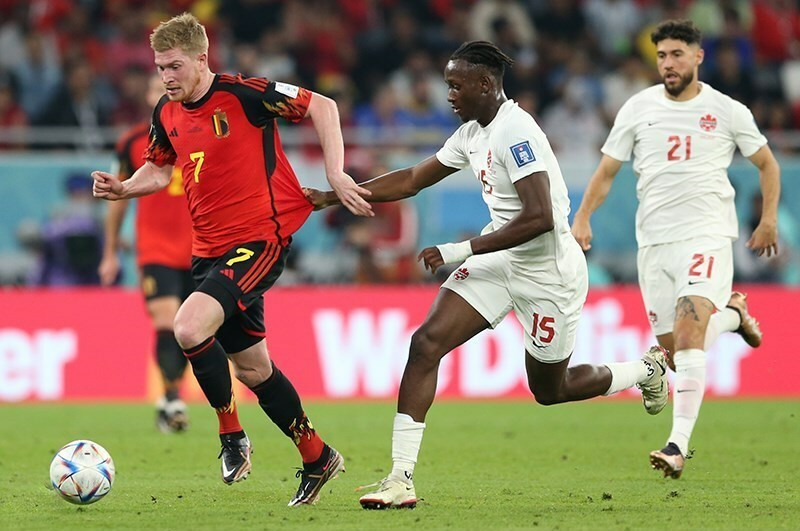
Bélgica contra Canadá

| Selección | Pts | PJ | PG | PE | PP | GF | GC | Dif |
| --------- | --- | -- | -- | -- | -- | -- | -- | --- |
| Marruecos | 7   | 3  | 2  | 1  | 0  | 4  | 1  | 3   |
| Croacia   | 5   | 3  | 1  | 2  | 0  | 4  | 1  | 3   |
| Bélgica   | 4   | 3  | 1  | 1  | 1  | 1  | 2  | –1  |
| Canadá    | 0   | 3  | 0  | 0  | 3  | 2  | 7  | –5  |

| 23 de noviembre | Marruecos | 0:0     | Croacia | Estadio Al Bayt, Jor                                           |                                                                |
| 13:00           |           | Reporte |         | Asistencia: 59 407 espectadores Árbitro(s): Fernando Rapallini | Asistencia: 59 407 espectadores Árbitro(s): Fernando Rapallini |

| 23 de noviembre | Bélgica       | 1:0 (1:0) | Canadá | Estadio Áhmad bin Ali, Rayán                              |                                                           |
| 22:00           | Batshuayi 44' | Reporte   |        | Asistencia: 40 432 espectadores Árbitro(s): Janny Sikazwe | Asistencia: 40 432 espectadores Árbitro(s): Janny Sikazwe |

| 27 de noviembre | Bélgica | 0:2 (0:0) | Marruecos                   | Estadio Al Thumama, Doha                                       |                                                                |
| 16:00           |         | Reporte   | Saïss 73' · Aboukhlal 90+2' | Asistencia: 43 738 espectadores Árbitro(s): César Arturo Ramos | Asistencia: 43 738 espectadores Árbitro(s): César Arturo Ramos |

| 27 de noviembre                                                 | Croacia                                      | 4:1 (2:1) | Canadá    | Estadio Internacional Khalifa, Rayán                       |                                                            |
| 19:00                                                           | Kramarić 36', 70' · Livaja 44' · Majer 90+4' | Reporte   | Davies 2' | Asistencia: 44 374 espectadores Árbitro(s): Andrés Matonte | Asistencia: 44 374 espectadores Árbitro(s): Andrés Matonte |
| Alphonso Davies convirtió el primer gol de Canadá en mundiales. |                                              |           |           |                                                            |                                                            |

| 1 de diciembre | Croacia | 0:0     | Bélgica | Estadio Áhmad bin Ali, Rayán                               |                                                            |
| 18:00          |         | Reporte |         | Asistencia: 43 984 espectadores Árbitro(s): Anthony Taylor | Asistencia: 43 984 espectadores Árbitro(s): Anthony Taylor |

| 1 de diciembre | Canadá            | 1:2 (1:2) | Marruecos                 | Estadio Al Thumama, Doha                                  |                                                           |
| 18:00          | Aguerd 40' (a.g.) | Reporte   | Ziyech 4' · En-Nesyri 23' | Asistencia: 43 102 espectadores Árbitro(s): Raphael Claus | Asistencia: 43 102 espectadores Árbitro(s): Raphael Claus |

### Grupo G

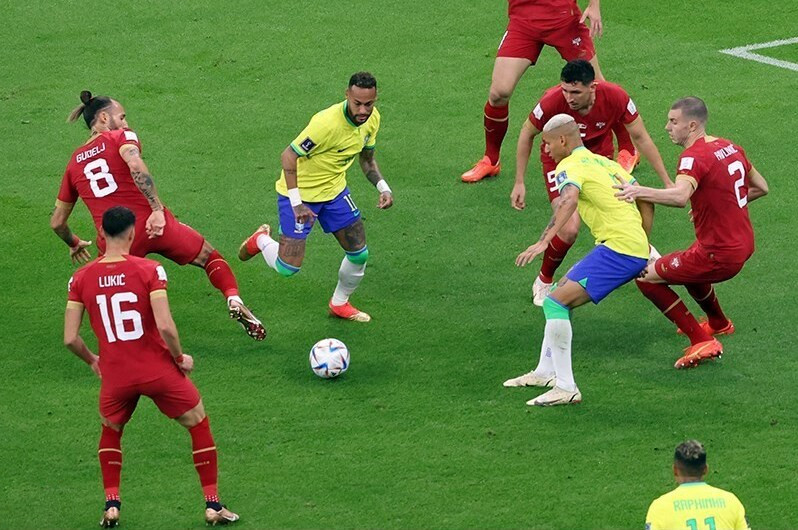
Brasil contra Serbia

| Selección | Pts | PJ | PG | PE | PP | GF | GC | Dif |
| --------- | --- | -- | -- | -- | -- | -- | -- | --- |
| Brasil    | 6   | 3  | 2  | 0  | 1  | 3  | 1  | 2   |
| Suiza     | 6   | 3  | 2  | 0  | 1  | 4  | 3  | 1   |
| Camerún   | 4   | 3  | 1  | 1  | 1  | 4  | 4  | 0   |
| Serbia    | 1   | 3  | 0  | 1  | 2  | 5  | 8  | –3  |

| 24 de noviembre | Suiza      | 1:0 (0:0) | Camerún | Estadio Al Janoub, Al Wakrah                              |                                                           |
| 13:00           | Embolo 48' | Reporte   |         | Asistencia: 39 089 espectadores Árbitro(s): Facundo Tello | Asistencia: 39 089 espectadores Árbitro(s): Facundo Tello |

| 24 de noviembre | Brasil               | 2:0 (0:0) | Serbia | Estadio de Lusail, Lusail                                   |                                                             |
| 22:00           | Richarlison 62', 73' | Reporte   |        | Asistencia: 88 103 espectadores Árbitro(s): Alireza Faghani | Asistencia: 88 103 espectadores Árbitro(s): Alireza Faghani |

| 28 de noviembre | Camerún                                             | 3:3 (1:2) | Serbia                                                       | Estadio Al Janoub, Al Wakrah                                 |                                                              |
| 13:00           | Castelletto 29' · Aboubakar 63' · Choupo-Moting 66' | Reporte   | Pavlović 45+1' · S. Milinković-Savić 45+3' · A. Mitrović 53' | Asistencia: 39 789 espectadores Árbitro(s): Mohammed Abdulla | Asistencia: 39 789 espectadores Árbitro(s): Mohammed Abdulla |

| 28 de noviembre | Brasil       | 1:0 (0:0) | Suiza | Estadio 974, Doha                                       |                                                         |
| 19:00           | Casemiro 83' | Reporte   |       | Asistencia: 43 649 espectadores Árbitro(s): Iván Barton | Asistencia: 43 649 espectadores Árbitro(s): Iván Barton |

| 2 de diciembre | Serbia                         | 2:3 (2:2) | Suiza                                  | Estadio 974, Doha                                              |                                                                |
| 22:00          | A. Mitrović 26' · Vlahović 35' | Reporte   | Shaqiri 20' · Embolo 44' · Freuler 48' | Asistencia: 41 378 espectadores Árbitro(s): Fernando Rapallini | Asistencia: 41 378 espectadores Árbitro(s): Fernando Rapallini |

| 2 de diciembre                                                             | Camerún         | 1:0 (0:0) | Brasil | Estadio de Lusail, Lusail                                 |                                                           |
| 22:00                                                                      | Aboubakar 90+2' | Reporte   |        | Asistencia: 85 986 espectadores Árbitro(s): Ismail Elfath | Asistencia: 85 986 espectadores Árbitro(s): Ismail Elfath |
| Primera derrota de Brasil ante una selección africana en una Copa Mundial. |                 |           |        |                                                           |                                                           |

### Grupo H

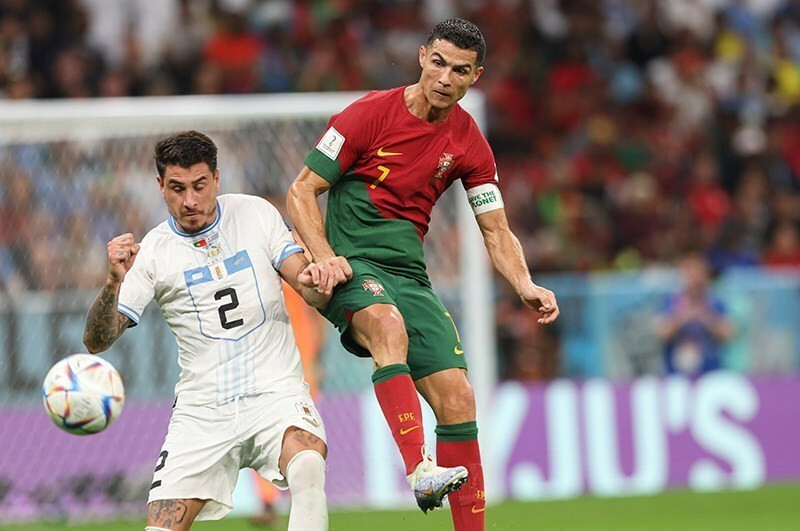
Portugal contra Uruguay

| Selección     | Pts | PJ | PG | PE | PP | GF | GC | Dif |
| ------------- | --- | -- | -- | -- | -- | -- | -- | --- |
| Portugal      | 6   | 3  | 2  | 0  | 1  | 6  | 4  | 2   |
| Corea del Sur | 4   | 3  | 1  | 1  | 1  | 4  | 4  | 0   |
| Uruguay       | 4   | 3  | 1  | 1  | 1  | 2  | 2  | 0   |
| Ghana         | 3   | 3  | 1  | 0  | 2  | 5  | 7  | –2  |

| 24 de noviembre | Uruguay | 0:0     | Corea del Sur | Estadio Ciudad de la Educación, Rayán                      |                                                            |
| 16:00           |         | Reporte |               | Asistencia: 41 663 espectadores Árbitro(s): Clément Turpin | Asistencia: 41 663 espectadores Árbitro(s): Clément Turpin |

| 24 de noviembre                                                                                 | Portugal                                              | 3:2 (0:0) | Ghana                    | Estadio 974, Doha                                         |                                                           |
| 19:00                                                                                           | Ronaldo 65' (pen.) · João Félix 78' · Rafael Leão 80' | Reporte   | A. Ayew 73' · Bukari 89' | Asistencia: 42 662 espectadores Árbitro(s): Ismail Elfath | Asistencia: 42 662 espectadores Árbitro(s): Ismail Elfath |
| Cristiano Ronaldo es el primer jugador en marcar goles en cinco ediciones de la Copa del Mundo. |                                                       |           |                          |                                                           |                                                           |

| 28 de noviembre | Corea del Sur         | 2:3 (0:2) | Ghana                       | Estadio Ciudad de la Educación, Rayán                      |                                                            |
| 16:00           | Cho Gue-sung 58', 61' | Reporte   | Salisu 24' · Kudus 34', 68' | Asistencia: 43 983 espectadores Árbitro(s): Anthony Taylor | Asistencia: 43 983 espectadores Árbitro(s): Anthony Taylor |

| 28 de noviembre | Portugal                    | 2:0 (0:0) | Uruguay | Estadio de Lusail, Lusail                                   |                                                             |
| 22:00           | Fernandes 54', 90+3' (pen.) | Reporte   |         | Asistencia: 88 668 espectadores Árbitro(s): Alireza Faghani | Asistencia: 88 668 espectadores Árbitro(s): Alireza Faghani |

| 2 de diciembre | Ghana | 0:2 (0:2) | Uruguay                | Estadio Al Janoub, Al Wakrah                               |                                                            |
| 18:00          |       | Reporte   | De Arrascaeta 26', 32' | Asistencia: 43 443 espectadores Árbitro(s): Daniel Siebert | Asistencia: 43 443 espectadores Árbitro(s): Daniel Siebert |

| 2 de diciembre | Corea del Sur                             | 2:1 (1:1) | Portugal | Estadio Ciudad de la Educación, Rayán                     |                                                           |
| 18:00          | Kim Young-gwon 27' · Hwang Hee-chan 90+1' | Reporte   | Horta 5' | Asistencia: 44 097 espectadores Árbitro(s): Facundo Tello | Asistencia: 44 097 espectadores Árbitro(s): Facundo Tello |

## Segunda fase

### Cuadro de desarrollo
|  | Octavos de final                       | Octavos de final                    |                                     |       | Cuartos de final             | Cuartos de final             |                                   |                                   | Semifinales | Semifinales |  |  | Final | Final |
|  |                                        |                                     |                                     |       |                              |                              |                                   |                                   |             |             |  |  |       |       |
|  | 3 de diciembre – Rayán (Khalifa)       |                                     |                                     |       |                              |                              |                                   |                                   |             |             |  |  |       |       |
|  |                                        |                                     |                                     |       |                              |                              |                                   |                                   |             |             |  |  |       |       |
|  | Países Bajos                           | 3                                   |                                     |       |                              |                              |                                   |                                   |             |             |  |  |       |       |
|  | Países Bajos                           | 3                                   | 9 de diciembre – Lusail             |       |                              |                              |                                   |                                   |             |             |  |  |       |       |
|  | Estados Unidos                         | 1                                   |                                     |       |                              |                              |                                   |                                   |             |             |  |  |       |       |
|  | Estados Unidos                         | 1                                   | Países Bajos                        | 2 (3) |                              |                              |                                   |                                   |             |             |  |  |       |       |
|  | 3 de diciembre – Rayán (Áhmad bin Ali) |                                     | Países Bajos                        | 2 (3) |                              |                              |                                   |                                   |             |             |  |  |       |       |
|  |                                        | Argentina (p.)                      | 2 (4)                               |       |                              |                              |                                   |                                   |             |             |  |  |       |       |
|  | Argentina                              | Argentina (p.)                      | 2 (4)                               | 2     |                              |                              |                                   |                                   |             |             |  |  |       |       |
|  | Argentina                              |                                     | 13 de diciembre – Lusail            | 2     |                              |                              |                                   |                                   |             |             |  |  |       |       |
|  | Australia                              | 1                                   |                                     |       |                              |                              |                                   |                                   |             |             |  |  |       |       |
|  | Australia                              | 1                                   | Argentina                           | 3     |                              |                              |                                   |                                   |             |             |  |  |       |       |
|  | 5 de diciembre – Al Wakrah             |                                     | Argentina                           | 3     |                              |                              |                                   |                                   |             |             |  |  |       |       |
|  |                                        | Croacia                             | 0                                   |       |                              |                              |                                   |                                   |             |             |  |  |       |       |
|  | Japón                                  | Croacia                             | 0                                   | 1 (1) |                              |                              |                                   |                                   |             |             |  |  |       |       |
|  | Japón                                  | 9 de diciembre – Rayán (Educación)  |                                     | 1 (1) |                              |                              |                                   |                                   |             |             |  |  |       |       |
|  | Croacia (p.)                           | 1 (3)                               |                                     |       |                              |                              |                                   |                                   |             |             |  |  |       |       |
|  | Croacia (p.)                           | 1 (3)                               | Croacia (p.)                        | 1 (4) |                              |                              |                                   |                                   |             |             |  |  |       |       |
|  | 5 de diciembre – Doha (974)            |                                     | Croacia (p.)                        | 1 (4) |                              |                              |                                   |                                   |             |             |  |  |       |       |
|  |                                        | Brasil                              | 1 (2)                               |       |                              |                              |                                   |                                   |             |             |  |  |       |       |
|  | Brasil                                 | Brasil                              | 1 (2)                               | 4     |                              |                              |                                   |                                   |             |             |  |  |       |       |
|  | Brasil                                 |                                     | 18 de diciembre – Lusail            | 4     |                              |                              |                                   |                                   |             |             |  |  |       |       |
|  | Corea del Sur                          | 1                                   |                                     |       |                              |                              |                                   |                                   |             |             |  |  |       |       |
|  | Corea del Sur                          | 1                                   | Argentina (p.)                      | 3 (4) |                              |                              |                                   |                                   |             |             |  |  |       |       |
|  | 4 de diciembre – Jor                   |                                     | Argentina (p.)                      | 3 (4) |                              |                              |                                   |                                   |             |             |  |  |       |       |
|  |                                        | Francia                             | 3 (2)                               |       |                              |                              |                                   |                                   |             |             |  |  |       |       |
|  | Inglaterra                             | Francia                             | 3 (2)                               | 3     |                              |                              |                                   |                                   |             |             |  |  |       |       |
|  | Inglaterra                             | 10 de diciembre – Jor               |                                     | 3     |                              |                              |                                   |                                   |             |             |  |  |       |       |
|  | Senegal                                | 0                                   |                                     |       |                              |                              |                                   |                                   |             |             |  |  |       |       |
|  | Senegal                                | 0                                   | Inglaterra                          | 1     |                              |                              |                                   |                                   |             |             |  |  |       |       |
|  | 4 de diciembre – Doha (Al Thumama)     |                                     | Inglaterra                          | 1     |                              |                              |                                   |                                   |             |             |  |  |       |       |
|  |                                        | Francia                             | 2                                   |       |                              |                              |                                   |                                   |             |             |  |  |       |       |
|  | Francia                                | Francia                             | 2                                   | 3     |                              |                              |                                   |                                   |             |             |  |  |       |       |
|  | Francia                                |                                     | 14 de diciembre – Jor               | 3     |                              |                              |                                   |                                   |             |             |  |  |       |       |
|  | Polonia                                | 1                                   |                                     |       |                              |                              |                                   |                                   |             |             |  |  |       |       |
|  | Polonia                                | 1                                   | Francia                             | 2     |                              |                              |                                   |                                   |             |             |  |  |       |       |
|  | 6 de diciembre – Rayán (Educación)     |                                     | Francia                             | 2     |                              |                              |                                   |                                   |             |             |  |  |       |       |
|  |                                        | Marruecos                           | 0                                   |       | Partido por el tercer puesto | Partido por el tercer puesto |                                   |                                   |             |             |  |  |       |       |
|  | Marruecos (p.)                         | Marruecos                           | 0                                   | 0 (3) | Partido por el tercer puesto | Partido por el tercer puesto |                                   |                                   |             |             |  |  |       |       |
|  | Marruecos (p.)                         | 10 de diciembre – Doha (Al Thumama) | 10 de diciembre – Doha (Al Thumama) | 0 (3) |                              |                              | 17 de diciembre – Rayán (Khalifa) | 17 de diciembre – Rayán (Khalifa) |             |             |  |  |       |       |
|  | España                                 | 10 de diciembre – Doha (Al Thumama) | 10 de diciembre – Doha (Al Thumama) | 0 (0) |                              |                              | 17 de diciembre – Rayán (Khalifa) | 17 de diciembre – Rayán (Khalifa) |             |             |  |  |       |       |
|  | España                                 | Marruecos                           | 1                                   | 0 (0) | Croacia                      | 2                            |                                   |                                   |             |             |  |  |       |       |
|  | 6 de diciembre – Lusail                | Marruecos                           | 1                                   |       | Croacia                      | 2                            |                                   |                                   |             |             |  |  |       |       |
|  |                                        | Portugal                            | 0                                   |       | Marruecos                    | 1                            |                                   |                                   |             |             |  |  |       |       |
|  | Portugal                               | Portugal                            | 0                                   | 6     | Marruecos                    | 1                            |                                   |                                   |             |             |  |  |       |       |
|  | Portugal                               |                                     |                                     | 6     |                              |                              |                                   |                                   |             |             |  |  |       |       |
|  | Suiza                                  | 1                                   |                                     |       |                              |                              |                                   |                                   |             |             |  |  |       |       |
|  | Suiza                                  | 1                                   |                                     |       |                              |                              |                                   |                                   |             |             |  |  |       |       |

### Octavos de final
| 3 de diciembre | Países Bajos                           | 3:1 (2:0) | Estados Unidos | Estadio Internacional Khalifa, Rayán                                          |                                                                               |
| 18:00          | Depay 10' · Blind 45+1' · Dumfries 81' | Reporte   | Wright 76'     | Asistencia: 44 846 espectadores Árbitro(s): Wilton Sampaio VAR: Nicolás Gallo | Asistencia: 44 846 espectadores Árbitro(s): Wilton Sampaio VAR: Nicolás Gallo |

| 3 de diciembre | Argentina               | 2:1 (1:0) | Australia            | Estadio Áhmad bin Ali, Rayán                                                         |                                                                                      |
| 22:00          | Messi 35' · Álvarez 57' | Reporte   | Fernández 77' (a.g.) | Asistencia: 45 032 espectadores Árbitro(s): Szymon Marciniak VAR: Tomasz Kwiatkowski | Asistencia: 45 032 espectadores Árbitro(s): Szymon Marciniak VAR: Tomasz Kwiatkowski |

| 4 de diciembre | Francia                        | 3:1 (1:0) | Polonia                  | Estadio Al Thumama, Doha                                                       |                                                                                |
| 18:00          | Giroud 44' · Mbappé 74', 90+1' | Reporte   | Lewandowski 90+9' (pen.) | Asistencia: 40 989 espectadores Árbitro(s): Jesús Valenzuela VAR: Kevin Ortega | Asistencia: 40 989 espectadores Árbitro(s): Jesús Valenzuela VAR: Kevin Ortega |

| 4 de diciembre | Inglaterra                            | 3:0 (2:0) | Senegal | Estadio Al Bayt, Jor                                                      |                                                                           |
| 22:00          | Henderson 38' · Kane 45+3' · Saka 57' | Reporte   |         | Asistencia: 65 985 espectadores Árbitro(s): Iván Barton VAR: Drew Fischer | Asistencia: 65 985 espectadores Árbitro(s): Iván Barton VAR: Drew Fischer |

| 5 de diciembre | Japón                               | 1:1 (1:1, 1:0) (t. s.)(1:3 p.) | Croacia                              | Estadio Al Janoub, Al Wakrah                                                 |                                                                              |
| 18:00          | Maeda 43'                           | Reporte                        | Perišić 55'                          | Asistencia: 42 523 espectadores Árbitro(s): Ismail Elfath VAR: Nicolás Gallo | Asistencia: 42 523 espectadores Árbitro(s): Ismail Elfath VAR: Nicolás Gallo |
|                |                                     | Tiros desde el punto penal     |                                      |                                                                              |                                                                              |
|                | Minamino · Mitoma · Asano · Yoshida |                                | Vlašić · Brozović · Livaja · Pašalić |                                                                              |                                                                              |

| 5 de diciembre | Brasil                                                                 | 4:1 (4:0) | Corea del Sur     | Estadio 974, Doha                                                              |                                                                                |
| 22:00          | Vinícius Júnior 7' · Neymar 13' (pen.) · Richarlison 29' · Paquetá 36' | Reporte   | Paik Seung-ho 76' | Asistencia: 43 847 espectadores Árbitro(s): Clément Turpin VAR: Jérôme Brisard | Asistencia: 43 847 espectadores Árbitro(s): Clément Turpin VAR: Jérôme Brisard |

| 6 de diciembre                                                       | Marruecos                         | 0:0 (t. s.)(3:0 p.)        | España                     | Estadio Ciudad de la Educación, Rayán                                              |                                                                                    |
| 18:00                                                                |                                   | Reporte                    |                            | Asistencia: 44 667 espectadores Árbitro(s): Fernando Rapallini VAR: Mauro Vigliano | Asistencia: 44 667 espectadores Árbitro(s): Fernando Rapallini VAR: Mauro Vigliano |
|                                                                      |                                   | Tiros desde el punto penal |                            |                                                                                    |                                                                                    |
|                                                                      | Sabiri · Ziyech · Banoun · Hakimi |                            | Sarabia · Soler · Busquets |                                                                                    |                                                                                    |
| Primera clasificación de Marruecos a cuartos de final de un Mundial. |                                   |                            |                            |                                                                                    |                                                                                    |

| 6 de diciembre | Portugal                                                    | 6:1 (2:0) | Suiza      | Estadio de Lusail, Lusail                                                        |                                                                                  |
| 22:00          | Ramos 17', 51', 67' · Pepe 33' · Guerreiro 55' · Leão 90+2' | Reporte   | Akanji 58' | Asistencia: 83 720 espectadores Árbitro(s): César Arturo Ramos VAR: Drew Fischer | Asistencia: 83 720 espectadores Árbitro(s): César Arturo Ramos VAR: Drew Fischer |

### Cuartos de final
| 9 de diciembre | Croacia                         | 1:1 (0:0, 0:0) (t. s.)(4:2 p.) | Brasil                                  | Estadio Ciudad de la Educación, Rayán                                          |                                                                                |
| 18:00          | Petković 117'                   | Reporte                        | Neymar 105+1'                           | Asistencia: 43 893 espectadores Árbitro(s): Michael Oliver VAR: Pol van Boekel | Asistencia: 43 893 espectadores Árbitro(s): Michael Oliver VAR: Pol van Boekel |
|                |                                 | Tiros desde el punto penal     |                                         |                                                                                |                                                                                |
|                | Vlašić · Majer · Modrić · Oršić |                                | Rodrygo · Casemiro · Pedro · Marquinhos |                                                                                |                                                                                |

| 9 de diciembre | Países Bajos                                              | 2:2 (2:2, 0:1) (t. s.)(3:4 p.) | Argentina                                            | Estadio de Lusail, Lusail                                                                |                                                                                          |
| 22:00 | Weghorst 83', 90+11'                                      | Reporte                        | Molina 35' · Messi 73' (pen.)                        | Asistencia: 88 235 espectadores Árbitro(s): Antonio Mateu Lahoz VAR: Alejandro Hernández | Asistencia: 88 235 espectadores Árbitro(s): Antonio Mateu Lahoz VAR: Alejandro Hernández |
| |                                                           | Tiros desde el punto penal     |                                                      |                                                                                          |                                                                                          |
| | Van Dijk · Berghuis · Koopmeiners · Weghorst · L. de Jong |                                | Messi · Paredes · Montiel · Fernández · La. Martínez |                                                                                          |                                                                                          |
| Con dieciocho amonestaciones y una expulsión es el partido con el mayor número de sanciones disciplinarias en la historia de los mundiales. |                                                           |                                |                                                      |                                                                                          |                                                                                          |

| 10 de diciembre | Marruecos     | 1:0 (1:0) | Portugal | Estadio Al Thumama, Doha                                                      |                                                                               |
| 18:00 | En-Nesyri 42' | Reporte   |          | Asistencia: 44 198 espectadores Árbitro(s): Facundo Tello VAR: Mauro Vigliano | Asistencia: 44 198 espectadores Árbitro(s): Facundo Tello VAR: Mauro Vigliano |
| Primera clasificación de Marruecos a una semifinal de un Mundial convirtiéndose así en la primera selección africana que se clasifica a dicha instancia. |               |           |          |                                                                               |                                                                               |

| 10 de diciembre | Inglaterra      | 1:2 (0:1) | Francia                     | Estadio Al Bayt, Jor                                                          |                                                                               |
| 22:00           | Kane 54' (pen.) | Reporte   | Tchouaméni 17' · Giroud 78' | Asistencia: 68 895 espectadores Árbitro(s): Wilton Sampaio VAR: Nicolás Gallo | Asistencia: 68 895 espectadores Árbitro(s): Wilton Sampaio VAR: Nicolás Gallo |

### Semifinales
| 13 de diciembre | Argentina                           | 3:0 (2:0) | Croacia | Estadio de Lusail, Lusail                                                           |                                                                                     |
| 22:00           | Messi 34' (pen.) · Álvarez 39', 69' | Reporte   |         | Asistencia: 88 966 espectadores Árbitro(s): Daniele Orsato VAR: Massimiliano Irrati | Asistencia: 88 966 espectadores Árbitro(s): Daniele Orsato VAR: Massimiliano Irrati |

| 14 de diciembre | Francia                          | 2:0 (1:0) | Marruecos | Estadio Al Bayt, Jor                                                             |                                                                                  |
| 22:00           | T. Hernández 5' · Kolo Muani 79' | Reporte   |           | Asistencia: 68 294 espectadores Árbitro(s): César Arturo Ramos VAR: Drew Fischer | Asistencia: 68 294 espectadores Árbitro(s): César Arturo Ramos VAR: Drew Fischer |

### Tercer puesto
| 17 de diciembre | Croacia                 | 2:1 (2:1) | Marruecos | Estadio Internacional Khalifa, Rayán                                                  |                                                                                       |
| 18:00           | Gvardiol 7' · Oršić 42' | Reporte   | Dari 9'   | Asistencia: 44 137 espectadores Árbitro(s): Abdulrahman Al-Jassim VAR: Julio Bascuñán | Asistencia: 44 137 espectadores Árbitro(s): Abdulrahman Al-Jassim VAR: Julio Bascuñán |

### Final
| 18 de diciembre | Argentina                             | 3:3 (2:2, 2:0) (t. s.)(4:2 p.) | Francia                                  | Estadio de Lusail, Lusail                                                            |                                                                                      |
| 18:00 | Messi 23' (pen.), 109' · Di María 36' | Reporte                        | Mbappé 80' (pen.), 81', 118' (pen.)      | Asistencia: 88 966 espectadores Árbitro(s): Szymon Marciniak VAR: Tomasz Kwiatkowski | Asistencia: 88 966 espectadores Árbitro(s): Szymon Marciniak VAR: Tomasz Kwiatkowski |
| |                                       | Tiros desde el punto penal     |                                          |                                                                                      |                                                                                      |
| | Messi · Dybala · Paredes · Montiel    |                                | Mbappé · Coman · Tchouaméni · Kolo Muani |                                                                                      |                                                                                      |
| Para el conjunto de datos históricos y registros estadísticos que trascendieron en el partido véase: Hitos estadísticos de la Final de la Copa Mundial de Fútbol de 2022. |                                       |                                |                                          |                                                                                      |                                                                                      |

|                               |
| Bandera de Argentina          |
| Campeón Argentina 3.er título |

## Estadísticas

### Tabla general

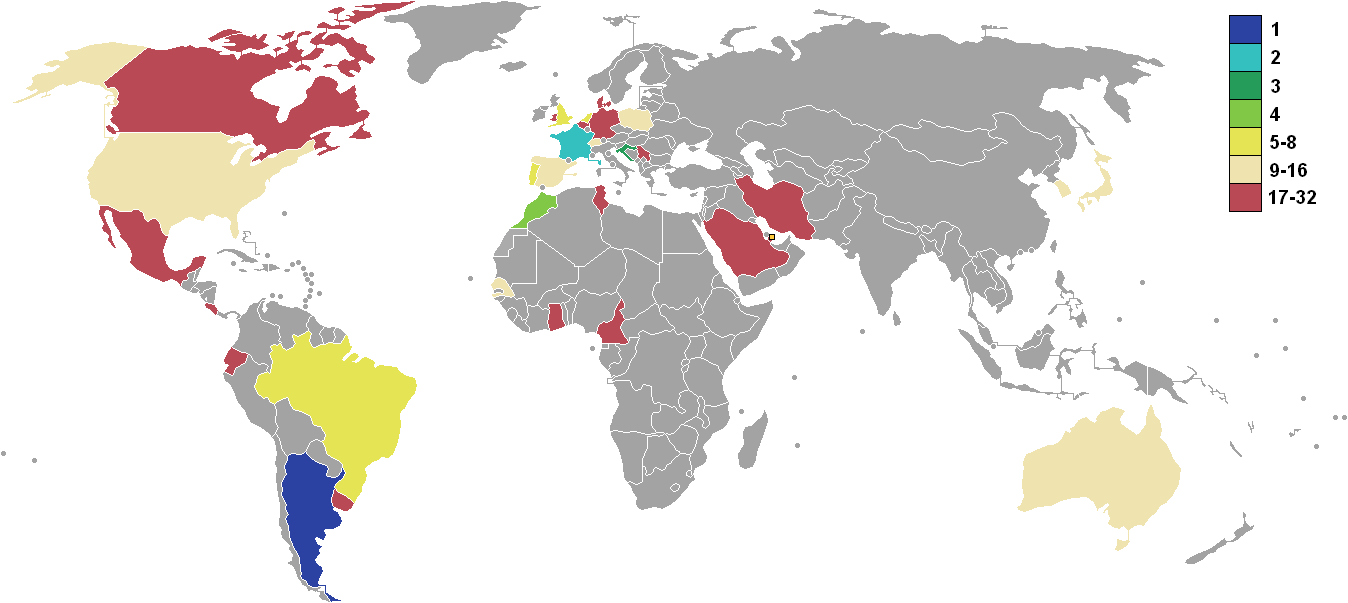
Mapa según los resultados del torneo.

| Equipo | Equipo         | Pts | PJ | PG | PE | PP | GF | GC | Dif. | Rend.  |
| ------ | -------------- | --- | -- | -- | -- | -- | -- | -- | ---- | ------ |
| 1      | Argentina      | 14  | 7  | 4  | 2  | 1  | 15 | 8  | 7    | 66,7 % |
| 2      | Francia        | 16  | 7  | 5  | 1  | 1  | 16 | 8  | 8    | 76,2 % |
| 3      | Croacia        | 10  | 7  | 2  | 4  | 1  | 8  | 7  | 1    | 47,6 % |
| 4      | Marruecos      | 11  | 7  | 3  | 2  | 2  | 6  | 5  | 1    | 52,4 % |
| 5      | Países Bajos   | 11  | 5  | 3  | 2  | 0  | 10 | 4  | 6    | 77,3 % |
| 6      | Inglaterra     | 10  | 5  | 3  | 1  | 1  | 13 | 4  | 9    | 66,7 % |
| 7      | Brasil         | 10  | 5  | 3  | 1  | 1  | 8  | 3  | 5    | 66,7 % |
| 8      | Portugal       | 9   | 5  | 3  | 0  | 2  | 12 | 6  | 6    | 60,0 % |
| 9      | Japón          | 7   | 4  | 2  | 1  | 1  | 5  | 4  | 1    | 58,3 % |
| 10     | Senegal        | 6   | 4  | 2  | 0  | 2  | 5  | 7  | –2   | 50,0 % |
| 11     | Australia      | 6   | 4  | 2  | 0  | 2  | 4  | 6  | –2   | 50,0 % |
| 12     | Suiza          | 6   | 4  | 2  | 0  | 2  | 5  | 9  | –4   | 50,0 % |
| 13     | España         | 5   | 4  | 1  | 2  | 1  | 9  | 3  | 6    | 41,7 % |
| 14     | Estados Unidos | 5   | 4  | 1  | 2  | 1  | 3  | 4  | –1   | 41,7 % |
| 15     | Polonia        | 4   | 4  | 1  | 1  | 2  | 3  | 5  | –2   | 33,3 % |
| 16     | Corea del Sur  | 4   | 4  | 1  | 1  | 2  | 5  | 8  | –3   | 33,3 % |
| 17     | Alemania       | 4   | 3  | 1  | 1  | 1  | 6  | 5  | 1    | 44,4 % |
| 18     | Ecuador        | 4   | 3  | 1  | 1  | 1  | 4  | 3  | 1    | 44,4 % |
| 19     | Camerún        | 4   | 3  | 1  | 1  | 1  | 4  | 4  | 0    | 44,4 % |
| 20     | Uruguay        | 4   | 3  | 1  | 1  | 1  | 2  | 2  | 0    | 44,4 % |
| 21     | Túnez          | 4   | 3  | 1  | 1  | 1  | 1  | 1  | 0    | 44,4 % |
| 22     | México         | 4   | 3  | 1  | 1  | 1  | 2  | 3  | –1   | 44,4 % |
| 23     | Bélgica        | 4   | 3  | 1  | 1  | 1  | 1  | 2  | –1   | 44,4 % |
| 24     | Ghana          | 3   | 3  | 1  | 0  | 2  | 5  | 7  | –2   | 33,3 % |
| 25     | Arabia Saudita | 3   | 3  | 1  | 0  | 2  | 3  | 5  | –2   | 33,3 % |
| 26     | Irán           | 3   | 3  | 1  | 0  | 2  | 4  | 7  | –3   | 33,3 % |
| 27     | Costa Rica     | 3   | 3  | 1  | 0  | 2  | 3  | 11 | –8   | 33,3 % |
| 28     | Dinamarca      | 1   | 3  | 0  | 1  | 2  | 1  | 3  | –2   | 11,1 % |
| 29     | Serbia         | 1   | 3  | 0  | 1  | 2  | 5  | 8  | –3   | 11,1 % |
| 30     | Gales          | 1   | 3  | 0  | 1  | 2  | 1  | 6  | –5   | 11,1 % |
| 31     | Canadá         | 0   | 3  | 0  | 0  | 3  | 2  | 7  | –5   | 0,0 %  |
| 32     | Catar          | 0   | 3  | 0  | 0  | 3  | 1  | 7  | –6   | 0,0 %  |

### Goleadores
| Jugador         | Selección    | Goles | Minutos |
| --------------- | ------------ | ----- | ------- |
| Kylian Mbappé   | Francia      | 8     | 597     |
| Lionel Messi    | Argentina    | 7     | 690     |
| Olivier Giroud  | Francia      | 4     | 424     |
| Julián Álvarez  | Argentina    | 4     | 467     |
| Marcus Rashford | Inglaterra   | 3     | 137     |
| Gonçalo Ramos   | Portugal     | 3     | 153     |
| Álvaro Morata   | España       | 3     | 183     |
| Enner Valencia  | Ecuador      | 3     | 256     |
| Bukayo Saka     | Inglaterra   | 3     | 293     |
| Richarlison     | Brasil       | 3     | 326     |
| Cody Gakpo      | Países Bajos | 3     | 453     |

| Lista completa | Lista completa | Lista completa | Lista completa | Lista completa |
| --- | -------------- | -------------- | -------------- | -------------- |
| \| Jugador \| Selección \| Goles \| Minutos \| \| ------------------------ \| -------------- \| ----- \| ------- \| \| Wout Weghorst \| Países Bajos \| 2 \| 65 \| \| Niclas Füllkrug \| Alemania \| 2 \| 66 \| \| Rafael Leão \| Portugal \| 2 \| 83 \| \| Kai Havertz \| Alemania \| 2 \| 102 \| \| Giorgian de Arrascaeta \| Uruguay \| 2 \| 108 \| \| Vincent Aboubakar \| Camerún \| 2 \| 141 \| \| Ritsu Dōan \| Japón \| 2 \| 218 \| \| Ferran Torres \| España \| 2 \| 219 \| \| Mohammed Kudus \| Ghana \| 2 \| 250 \| \| Aleksandar Mitrović \| Serbia \| 2 \| 263 \| \| Mehdi Taremi \| Irán \| 2 \| 270 \| \| Salem Al-Dawsari \| Arabia Saudita \| 2 \| 270 \| \| Neymar \| Brasil \| 2 \| 281 \| \| Cho Gue-Sung \| Corea del Sur \| 2 \| 286 \| \| Breel Embolo \| Suiza \| 2 \| 327 \| \| Bruno Fernandes \| Portugal \| 2 \| 357 \| \| Robert Lewandowski \| Polonia \| 2 \| 360 \| \| Harry Kane \| Inglaterra \| 2 \| 404 \| \| Andrej Kramarić \| Croacia \| 2 \| 481 \| \| Youssef En-Nesyri \| Marruecos \| 2 \| 547 \| \| Paik Seung-ho \| Corea del Sur \| 1 \| 25 \| \| Bamba Dieng \| Senegal \| 1 \| 52 \| \| Roozbeh Cheshmi \| Irán \| 1 \| 57 \| \| Osman Bukari \| Ghana \| 1 \| 58 \| \| Mohammed Muntari \| Catar \| 1 \| 60 \| \| Zakaria Aboukhlal \| Marruecos \| 1 \| 73 \| \| Famara Diédhiou \| Senegal \| 1 \| 74 \| \| Dušan Vlahović \| Serbia \| 1 \| 79 \| \| Jack Grealish \| Inglaterra \| 1 \| 81 \| \| Wahbi Khazri \| Túnez \| 1 \| 82 \| \| Carlos Soler \| España \| 1 \| 90 \| \| Juan Pablo Vargas \| Costa Rica \| 1 \| 90 \| \| Randal Kolo Muani \| Francia \| 1 \| 101 \| \| Ricardo Horta \| Portugal \| 1 \| 101 \| \| Hwang Hee-Chan \| Corea del Sur \| 1 \| 114 \| \| Achraf Dari \| Marruecos \| 1 \| 123 \| \| Lovro Majer \| Croacia \| 1 \| 127 \| \| Davy Klaassen \| Países Bajos \| 1 \| 146 \| \| Henry Martín \| México \| 1 \| 148 \| \| Raheem Sterling \| Inglaterra \| 1 \| 150 \| \| Michy Batshuayi \| Bélgica \| 1 \| 153 \| \| Takuma Asano \| Japón \| 1 \| 161 \| \| Mislav Oršić \| Croacia \| 1 \| 163 \| \| Eric Maxim Choupo-Moting \| Camerún \| 1 \| 164 \| \| Sergej Milinković-Savić \| Serbia \| 1 \| 168 \| \| Ao Tanaka \| Japón \| 1 \| 173 \| \| Ramin Rezaeian \| Irán \| 1 \| 180 \| \| Jean-Charles Castelletto \| Camerún \| 1 \| 180 \| \| Strahinja Pavlović \| Serbia \| 1 \| 180 \| \| Mohamed Salisu \| Ghana \| 1 \| 180 \| \| Daizen Maeda \| Japón \| 1 \| 183 \| \| İlkay Gündoğan \| Alemania \| 1 \| 192 \| \| André Ayew \| Ghana \| 1 \| 200 \| \| Mitchell Duke \| Australia \| 1 \| 202 \| \| Abdelhamid Sabiri \| Marruecos \| 1 \| 203 \| \| Craig Goodwin \| Australia \| 1 \| 203 \| \| Christian Pulisic \| Estados Unidos \| 1 \| 225 \| \| Gareth Bale \| Gales \| 1 \| 225 \| \| Ángel Di María \| Argentina \| 1 \| 226 \| \| Saleh Al-Shehri \| Arabia Saudita \| 1 \| 226 \| \| Bruno Petković \| Croacia \| 1 \| 230 \| \| Marco Asensio \| España \| 1 \| 231 \| \| Xherdan Shaqiri \| Suiza \| 1 \| 231 \| \| Enzo Fernández \| Argentina \| 1 \| 233 \| \| Alexis Mac Allister \| Argentina \| 1 \| 236 \| \| Piotr Zieliński \| Polonia \| 1 \| 241 \| \| Marko Livaja \| Croacia \| 1 \| 242 \| \| Boulaye Dia \| Senegal \| 1 \| 249 \| \| Timothy Weah \| Estados Unidos \| 1 \| 253 \| \| Keysher Fuller \| Costa Rica \| 1 \| 254 \| \| Ismaïla Sarr \| Senegal \| 1 \| 254 \| \| Phil Foden \| Inglaterra \| 1 \| 259 \| \| Mathew Leckie \| Australia \| 1 \| 264 \| \| Serge Gnabry \| Alemania \| 1 \| 264 \| \| Frenkie de Jong \| Países Bajos \| 1 \| 266 \| \| Moisés Caicedo \| Ecuador \| 1 \| 270 \| \| Kalidou Koulibaly \| Senegal \| 1 \| 270 \| \| Luis Gerardo Chávez \| México \| 1 \| 270 \| \| Andreas Christensen \| Dinamarca \| 1 \| 270 \| \| Yeltsin Tejeda \| Costa Rica \| 1 \| 270 \| \| Alphonso Davies \| Canadá \| 1 \| 270 \| \| Mohamed Salisu \| Ghana \| 1 \| 270 \| \| Jordan Henderson \| Inglaterra \| 1 \| 272 \| \| Raphaël Guerreiro \| Portugal \| 1 \| 279 \| \| Gavi \| España \| 1 \| 287 \| \| Cristiano Ronaldo \| Portugal \| 1 \| 291 \| \| Adrien Rabiot \| Francia \| 1 \| 297 \| \| Vinícius Júnior \| Brasil \| 1 \| 302 \| \| Lucas Paquetá \| Brasil \| 1 \| 315 \| \| Remo Freuler \| Suiza \| 1 \| 328 \| \| João Félix \| Portugal \| 1 \| 333 \| \| Kim Young-Gwon \| Corea del Sur \| 1 \| 351 \| \| Manuel Akanji \| Suiza \| 1 \| 360 \| \| Pepe \| Portugal \| 1 \| 360 \| \| Dani Olmo \| España \| 1 \| 368 \| \| Casemiro \| Brasil \| 1 \| 390 \| \| Aurélien Tchouaméni \| Francia \| 1 \| 413 \| \| Theo Hernández \| Francia \| 1 \| 463 \| \| Nahuel Molina \| Argentina \| 1 \| 463 \| \| Romain Saïss \| Marruecos \| 1 \| 468 \| \| Joško Gvardiol \| Croacia \| 1 \| 630 \| \| Hakim Ziyech \| Marruecos \| 1 \| 638 \| \| Ivan Perišić \| Croacia \| 1 \| 670 \| |                |                |                |                |
| Jugador | Selección      | Goles          | Minutos        |                |
| Wout Weghorst | Países Bajos   | 2              | 65             |                |
| Niclas Füllkrug | Alemania       | 2              | 66             |                |
| Rafael Leão | Portugal       | 2              | 83             |                |
| Kai Havertz | Alemania       | 2              | 102            |                |
| Giorgian de Arrascaeta | Uruguay        | 2              | 108            |                |
| Vincent Aboubakar | Camerún        | 2              | 141            |                |
| Ritsu Dōan | Japón          | 2              | 218            |                |
| Ferran Torres | España         | 2              | 219            |                |
| Mohammed Kudus | Ghana          | 2              | 250            |                |
| Aleksandar Mitrović | Serbia         | 2              | 263            |                |
| Mehdi Taremi | Irán           | 2              | 270            |                |
| Salem Al-Dawsari | Arabia Saudita | 2              | 270            |                |
| Neymar | Brasil         | 2              | 281            |                |
| Cho Gue-Sung | Corea del Sur  | 2              | 286            |                |
| Breel Embolo | Suiza          | 2              | 327            |                |
| Bruno Fernandes | Portugal       | 2              | 357            |                |
| Robert Lewandowski | Polonia        | 2              | 360            |                |
| Harry Kane | Inglaterra     | 2              | 404            |                |
| Andrej Kramarić | Croacia        | 2              | 481            |                |
| Youssef En-Nesyri | Marruecos      | 2              | 547            |                |
| Paik Seung-ho | Corea del Sur  | 1              | 25             |                |
| Bamba Dieng | Senegal        | 1              | 52             |                |
| Roozbeh Cheshmi | Irán           | 1              | 57             |                |
| Osman Bukari | Ghana          | 1              | 58             |                |
| Mohammed Muntari | Catar          | 1              | 60             |                |
| Zakaria Aboukhlal | Marruecos      | 1              | 73             |                |
| Famara Diédhiou | Senegal        | 1              | 74             |                |
| Dušan Vlahović | Serbia         | 1              | 79             |                |
| Jack Grealish | Inglaterra     | 1              | 81             |                |
| Wahbi Khazri | Túnez          | 1              | 82             |                |
| Carlos Soler | España         | 1              | 90             |                |
| Juan Pablo Vargas | Costa Rica     | 1              | 90             |                |
| Randal Kolo Muani | Francia        | 1              | 101            |                |
| Ricardo Horta | Portugal       | 1              | 101            |                |
| Hwang Hee-Chan | Corea del Sur  | 1              | 114            |                |
| Achraf Dari | Marruecos      | 1              | 123            |                |
| Lovro Majer | Croacia        | 1              | 127            |                |
| Davy Klaassen | Países Bajos   | 1              | 146            |                |
| Henry Martín | México         | 1              | 148            |                |
| Raheem Sterling | Inglaterra     | 1              | 150            |                |
| Michy Batshuayi | Bélgica        | 1              | 153            |                |
| Takuma Asano | Japón          | 1              | 161            |                |
| Mislav Oršić | Croacia        | 1              | 163            |                |
| Eric Maxim Choupo-Moting | Camerún        | 1              | 164            |                |
| Sergej Milinković-Savić | Serbia         | 1              | 168            |                |
| Ao Tanaka | Japón          | 1              | 173            |                |
| Ramin Rezaeian | Irán           | 1              | 180            |                |
| Jean-Charles Castelletto | Camerún        | 1              | 180            |                |
| Strahinja Pavlović | Serbia         | 1              | 180            |                |
| Mohamed Salisu | Ghana          | 1              | 180            |                |
| Daizen Maeda | Japón          | 1              | 183            |                |
| İlkay Gündoğan | Alemania       | 1              | 192            |                |
| André Ayew | Ghana          | 1              | 200            |                |
| Mitchell Duke | Australia      | 1              | 202            |                |
| Abdelhamid Sabiri | Marruecos      | 1              | 203            |                |
| Craig Goodwin | Australia      | 1              | 203            |                |
| Christian Pulisic | Estados Unidos | 1              | 225            |                |
| Gareth Bale | Gales          | 1              | 225            |                |
| Ángel Di María | Argentina      | 1              | 226            |                |
| Saleh Al-Shehri | Arabia Saudita | 1              | 226            |                |
| Bruno Petković | Croacia        | 1              | 230            |                |
| Marco Asensio | España         | 1              | 231            |                |
| Xherdan Shaqiri | Suiza          | 1              | 231            |                |
| Enzo Fernández | Argentina      | 1              | 233            |                |
| Alexis Mac Allister | Argentina      | 1              | 236            |                |
| Piotr Zieliński | Polonia        | 1              | 241            |                |
| Marko Livaja | Croacia        | 1              | 242            |                |
| Boulaye Dia | Senegal        | 1              | 249            |                |
| Timothy Weah | Estados Unidos | 1              | 253            |                |
| Keysher Fuller | Costa Rica     | 1              | 254            |                |
| Ismaïla Sarr | Senegal        | 1              | 254            |                |
| Phil Foden | Inglaterra     | 1              | 259            |                |
| Mathew Leckie | Australia      | 1              | 264            |                |
| Serge Gnabry | Alemania       | 1              | 264            |                |
| Frenkie de Jong | Países Bajos   | 1              | 266            |                |
| Moisés Caicedo | Ecuador        | 1              | 270            |                |
| Kalidou Koulibaly | Senegal        | 1              | 270            |                |
| Luis Gerardo Chávez | México         | 1              | 270            |                |
| Andreas Christensen | Dinamarca      | 1              | 270            |                |
| Yeltsin Tejeda | Costa Rica     | 1              | 270            |                |
| Alphonso Davies | Canadá         | 1              | 270            |                |
| Mohamed Salisu | Ghana          | 1              | 270            |                |
| Jordan Henderson | Inglaterra     | 1              | 272            |                |
| Raphaël Guerreiro | Portugal       | 1              | 279            |                |
| Gavi | España         | 1              | 287            |                |
| Cristiano Ronaldo | Portugal       | 1              | 291            |                |
| Adrien Rabiot | Francia        | 1              | 297            |                |
| Vinícius Júnior | Brasil         | 1              | 302            |                |
| Lucas Paquetá | Brasil         | 1              | 315            |                |
| Remo Freuler | Suiza          | 1              | 328            |                |
| João Félix | Portugal       | 1              | 333            |                |
| Kim Young-Gwon | Corea del Sur  | 1              | 351            |                |
| Manuel Akanji | Suiza          | 1              | 360            |                |
| Pepe | Portugal       | 1              | 360            |                |
| Dani Olmo | España         | 1              | 368            |                |
| Casemiro | Brasil         | 1              | 390            |                |
| Aurélien Tchouaméni | Francia        | 1              | 413            |                |
| Theo Hernández | Francia        | 1              | 463            |                |
| Nahuel Molina | Argentina      | 1              | 463            |                |
| Romain Saïss | Marruecos      | 1              | 468            |                |
| Joško Gvardiol | Croacia        | 1              | 630            |                |
| Hakim Ziyech | Marruecos      | 1              | 638            |                |
| Ivan Perišić | Croacia        | 1              | 670            |                |

### Asistentes
| Jugador           | Selección      | Asist. | Minutos |
| ----------------- | -------------- | ------ | ------- |
| Bruno Fernandes   | Portugal       | 3      | 357     |
| Harry Kane        | Inglaterra     | 3      | 404     |
| Antoine Griezmann | Francia        | 3      | 538     |
| Lionel Messi      | Argentina      | 3      | 690     |
| Davy Klaassen     | Países Bajos   | 2      | 191     |
| Andrija Živković  | Serbia         | 2      | 213     |
| Vinícius Júnior   | Brasil         | 2      | 226     |
| Dušan Tadić       | Serbia         | 2      | 258     |
| Phil Foden        | Inglaterra     | 2      | 259     |
| Jordi Alba        | España         | 2      | 266     |
| Christian Pulisic | Estados Unidos | 2      | 315     |
| Ousmane Dembélé   | Francia        | 2      | 438     |
| Denzel Dumfries   | Países Bajos   | 2      | 480     |
| Theo Hernández    | Francia        | 2      | 508     |
| Kylian Mbappé     | Francia        | 2      | 597     |
| Ivan Perišić      | Croacia        | 2      | 671     |

| Lista completa | Lista completa | Lista completa | Lista completa | Lista completa |
| --- | -------------- | -------------- | -------------- | -------------- |
| \| Jugador \| Selección \| Asist. \| Minutos \| \| ------------------------ \| -------------- \| ------ \| ------- \| \| Callum Wilson \| Inglaterra \| 1 \| 15 \| \| Kalvin Phillips \| Inglaterra \| 1 \| 32 \| \| Lee Kang-in \| Corea del Sur \| 1 \| 46 \| \| Vincent Aboubakar \| Camerún \| 1 \| 51 \| \| Mislav Oršić \| Croacia \| 1 \| 59 \| \| Rodrygo Goes \| Brasil \| 1 \| 59 \| \| Xherdan Shaqiri \| Suiza \| 1 \| 72 \| \| Gonçalo Ramos \| Portugal \| 1 \| 84 \| \| Toby Alderweireld \| Bélgica \| 1 \| 90 \| \| Ko Itakura \| Japón \| 1 \| 90 \| \| Ismaeel Mohammad \| Catar \| 1 \| 90 \| \| Jordan Ayew \| Ghana \| 1 \| 91 \| \| Baba Rahman \| Ghana \| 1 \| 92 \| \| Ali Gholizadeh \| Irán \| 1 \| 121 \| \| Raheem Sterling \| Inglaterra \| 1 \| 150 \| \| Harry Maguire \| Inglaterra \| 1 \| 160 \| \| Mohammed Kudus \| Ghana \| 1 \| 160 \| \| Jamal Musiala \| Alemania \| 1 \| 169 \| \| Tajon Buchanan \| Canadá \| 1 \| 171 \| \| Mathew Leckie \| Australia \| 1 \| 175 \| \| Firas Al-Buraikan \| Arabia Saudita \| 1 \| 179 \| \| Mehdi Taremi \| Irán \| 1 \| 180 \| \| Antoine Griezmann \| Francia \| 1 \| 180 \| \| Robert Lewandowski \| Polonia \| 1 \| 180 \| \| Luke Shaw \| Inglaterra \| 1 \| 180 \| \| Ángelo Preciado \| Ecuador \| 1 \| 180 \| \| Frenkie de Jong \| Países Bajos \| 1 \| 180 \| \| Josip Juranović \| Croacia \| 1 \| 180 \| \| Jean-Charles Castelletto \| Camerún \| 1 \| 180 \| \| Iñaki Williams \| Ghana \| 1 \| 180 \| \| Kim Jin-su \| Corea del Sur \| 1 \| 180 \| \| Yeltsin Tejeda \| Costa Rica \| 1 \| 180 \| \| Álvaro Morata \| España \| 1 \| 182 \| \| Ángel Di María \| Argentina \| 1 \| 226 \| \| Raphaël Guerreiro \| Portugal \| 1 \| 279 \| \| Adrien Rabiot \| Francia \| 1 \| 297 \| \| Félix Torres \| Ecuador \| 1 \| 360 \| \| Sergiño Dest \| Estados Unidos \| 1 \| 234 \| \| Gavi \| España \| 1 \| 287 \| \| Dani Olmo \| España \| 1 \| 368 \| \| Hakim Ziyech \| Marruecos \| 1 \| 458 \| |                |                |                |                |
| Jugador | Selección      | Asist.         | Minutos        |                |
| Callum Wilson | Inglaterra     | 1              | 15             |                |
| Kalvin Phillips | Inglaterra     | 1              | 32             |                |
| Lee Kang-in | Corea del Sur  | 1              | 46             |                |
| Vincent Aboubakar | Camerún        | 1              | 51             |                |
| Mislav Oršić | Croacia        | 1              | 59             |                |
| Rodrygo Goes | Brasil         | 1              | 59             |                |
| Xherdan Shaqiri | Suiza          | 1              | 72             |                |
| Gonçalo Ramos | Portugal       | 1              | 84             |                |
| Toby Alderweireld | Bélgica        | 1              | 90             |                |
| Ko Itakura | Japón          | 1              | 90             |                |
| Ismaeel Mohammad | Catar          | 1              | 90             |                |
| Jordan Ayew | Ghana          | 1              | 91             |                |
| Baba Rahman | Ghana          | 1              | 92             |                |
| Ali Gholizadeh | Irán           | 1              | 121            |                |
| Raheem Sterling | Inglaterra     | 1              | 150            |                |
| Harry Maguire | Inglaterra     | 1              | 160            |                |
| Mohammed Kudus | Ghana          | 1              | 160            |                |
| Jamal Musiala | Alemania       | 1              | 169            |                |
| Tajon Buchanan | Canadá         | 1              | 171            |                |
| Mathew Leckie | Australia      | 1              | 175            |                |
| Firas Al-Buraikan | Arabia Saudita | 1              | 179            |                |
| Mehdi Taremi | Irán           | 1              | 180            |                |
| Antoine Griezmann | Francia        | 1              | 180            |                |
| Robert Lewandowski | Polonia        | 1              | 180            |                |
| Luke Shaw | Inglaterra     | 1              | 180            |                |
| Ángelo Preciado | Ecuador        | 1              | 180            |                |
| Frenkie de Jong | Países Bajos   | 1              | 180            |                |
| Josip Juranović | Croacia        | 1              | 180            |                |
| Jean-Charles Castelletto | Camerún        | 1              | 180            |                |
| Iñaki Williams | Ghana          | 1              | 180            |                |
| Kim Jin-su | Corea del Sur  | 1              | 180            |                |
| Yeltsin Tejeda | Costa Rica     | 1              | 180            |                |
| Álvaro Morata | España         | 1              | 182            |                |
| Ángel Di María | Argentina      | 1              | 226            |                |
| Raphaël Guerreiro | Portugal       | 1              | 279            |                |
| Adrien Rabiot | Francia        | 1              | 297            |                |
| Félix Torres | Ecuador        | 1              | 360            |                |
| Sergiño Dest | Estados Unidos | 1              | 234            |                |
| Gavi | España         | 1              | 287            |                |
| Dani Olmo | España         | 1              | 368            |                |
| Hakim Ziyech | Marruecos      | 1              | 458            |                |

### Autogoles
| Jugador        | Selección | Rival     | Goles |
| -------------- | --------- | --------- | ----- |
| Nayef Aguerd   | Marruecos | Canadá    | 1     |
| Enzo Fernández | Argentina | Australia | 1     |

### Jugadores con tres o más goles en un partido
| Pos. | Jugador       | Goles | Fecha                   | Selección 1 | Resultado | Selección 2 | Reporte          |
| ---- | ------------- | ----- | ----------------------- | ----------- | --------- | ----------- | ---------------- |
| 1    | Gonçalo Ramos | 3     | 6 de diciembre de 2022  | Portugal    | 6-1       | Suiza       | Octavos de final |
| 2    | Kylian Mbappé | 3     | 18 de diciembre de 2022 | Argentina   | 3-3 (4-2) | Francia     | Final            |

## Premios y reconocimientos

### Jugador del partido
Este es un premio individual concedido al término de cada uno de los 64 partidos de la competición al mejor jugador de cada encuentro. Oficialmente y por motivos de patrocinio es llamado «Jugador Budweiser del partido» y es elegido mediante votación pública en la página web de la FIFA durante el segundo tiempo de cada juego.
| Fase de grupos - Fecha 1 | Fase de grupos - Fecha 1 | Fase de grupos - Fecha 2 | Fase de grupos - Fecha 2 | Fase de grupos - Fecha 3 | Fase de grupos - Fecha 3 | Fases eliminatorias | Fases eliminatorias |
| Jugador                  | Partido                  | Jugador                  | Partido                  | Jugador                  | Partido                  | Jugador             | Partido             |
| ------------------------ | ------------------------ | ------------------------ | ------------------------ | ------------------------ | ------------------------ | ------------------- | ------------------- |
| Enner Valencia           | 0:2                      | Rouzbeh Cheshmi          | 0:2                      | Davy Klaassen            | 2:0                      | Denzel Dumfries     | 3:1                 |
| Bukayo Saka              | 6:2                      | Boulaye Dia              | 1:3                      | Kalidou Koulibaly        | 1:2                      | Lionel Messi        | 2:1                 |
| Cody Gakpo               | 0:2                      | Frenkie de Jong          | 1:1                      | Marcus Rashford          | 0:3                      | Kylian Mbappé       | 3:1                 |
| Gareth Bale              | 1:1                      | Christian Pulisic        | 0:0                      | Christian Pulisic        | 0:1                      | Harry Kane          | 3:0                 |
| Mohammed Al-Owais        | 1:2                      | Mitchell Duke            | 0:1                      | Wahbi Khazri             | 1:0                      | Dominik Livaković   | 1:1 (1:3)           |
| Aïssa Laïdouni           | 0:0                      | Robert Lewandowski       | 2:0                      | Mathew Leckie            | 1:0                      | Neymar              | 4:1                 |
| Guillermo Ochoa          | 0:0                      | Kylian Mbappé            | 2:1                      | Alexis Mac Allister      | 0:2                      | Yassine Bounou      | 0:0 (3:0)           |
| Kylian Mbappé            | 4:1                      | Lionel Messi             | 2:0                      | Luis Gerardo Chávez      | 1:2                      | Gonçalo Ramos       | 6:1                 |
| Luka Modrić              | 0:0                      | Keysher Fuller           | 0:1                      | Luka Modrić              | 0:0                      | Dominik Livaković   | 1:1 (4:2)           |
| Shūichi Gonda            | 1:2                      | Hakim Ziyech             | 0:2                      | Achraf Hakimi            | 1:2                      | Lionel Messi        | 2:2 (3:4)           |
| Gavi                     | 7:0                      | Andrej Kramarić          | 4:1                      | Ao Tanaka                | 2:1                      | Yassine Bounou      | 1:0                 |
| Kevin De Bruyne          | 1:0                      | Álvaro Morata            | 1:1                      | Kai Havertz              | 2:4                      | Olivier Giroud      | 1:2                 |
| Yann Sommer              | 1:0                      | Vincent Aboubakar        | 3:3                      | Hwang Hee-chan           | 2:1                      | Lionel Messi        | 3:0                 |
| Federico Valverde        | 0:0                      | Mohammed Kudus           | 2:3                      | Giorgian De Arrascaeta   | 0:2                      | Antoine Griezmann   | 2:0                 |
| Cristiano Ronaldo        | 3:2                      | Casemiro                 | 1:0                      | Devis Epassy             | 1:0                      | Joško Gvardiol      | 2:1                 |
| Richarlison              | 2:0                      | Bruno Fernandes          | 2:0                      | Granit Xhaka             | 2:3                      | Lionel Messi        | 3:3 (4:2)           |

### Balón de Oro
El Balón de Oro se otorga al mejor jugador de la competición, quien es escogido por un grupo técnico de FIFA basándose en las actuaciones a lo largo de la competencia. Para la evaluación son tomados en cuenta varios aspectos, como las capacidades ofensivas y defensivas, los goles anotados, las asistencias a gol, el liderazgo para con su equipo, el comportamiento del jugador y la instancia a donde llegue su equipo. El segundo mejor jugador se lleva el Balón de Plata y el tercero el Balón de Bronce. En esta edición, el ganador del Balón de Oro fue el argentino Lionel Messi, del Balón de Plata el francés Kylian Mbappé y del de bronce el croata Luka Modrić.
| Premio          |  | Jugador       | Selección |
| --------------- |  | ------------- | --------- |
| Balón de Oro    |  | Lionel Messi  | Argentina |
| Balón de Plata  |  | Kylian Mbappé | Francia   |
| Balón de Bronce |  | Luka Modrić   | Croacia   |

### Premio al Jugador Joven de la FIFA
El Premio al Jugador Joven de la FIFA se creó para reconocer al mejor jugador joven de la copa del mundo, y entre los requisitos indispensables para obtenerlo está el de tener menos de 21 años en el momento de la competición. En esta edición lo recibió Enzo Fernández, de la selección de Argentina, con 21 años y, por lo tanto, nacido en una fecha no anterior al 1 de enero de 2001, como lo exigía el reglamento.
Para elegir al ganador del premio, se toman en cuenta los siguientes factores:
- Técnica excepcional
- Estilo de juego juvenil y estimulante
- Creatividad e inspiración
- Madurez táctica y eficiencia
- Ganarse el reconocimiento de la afición a través de su espectacular rendimiento
- Ser un modelo a seguir para los jugadores jóvenes

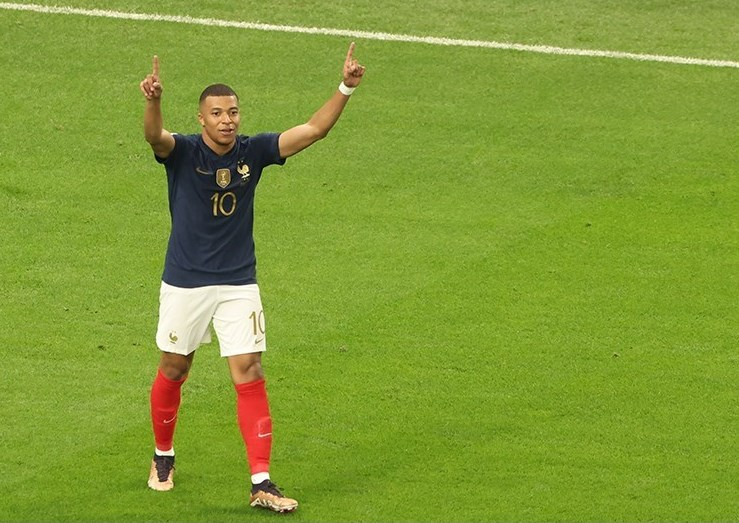
Kylian Mbappé, mayor goleador del torneo

- Actitud positiva y deportividad

| Premio                        |  | Jugador        | Selección |
| ----------------------------- |  | -------------- | --------- |
| Premio al mejor jugador joven |  | Enzo Fernández | Argentina |

### Bota de Oro
La Bota de Oro es el premio para el jugador que anote más goles en el Mundial. Para escoger al ganador se toman en cuenta, en primera instancia y ante todo, los goles anotados, y en caso de empate son tomadas en cuenta las asistencias de goles realizadas, y finalmente quien tenga la mayor cantidad de goles en la menor cantidad de minutos jugados y por tanto mayor efectividad. El segundo mejor goleador se lleva la Bota de Plata y el tercero la Bota de Bronce. En esta edición, la Bota de Oro fue para el francés Kylian Mbappé, que marcó ocho goles en siete partidos, la de plata la obtuvo el argentino Lionel Messi y la de bronce el francés Olivier Giroud.

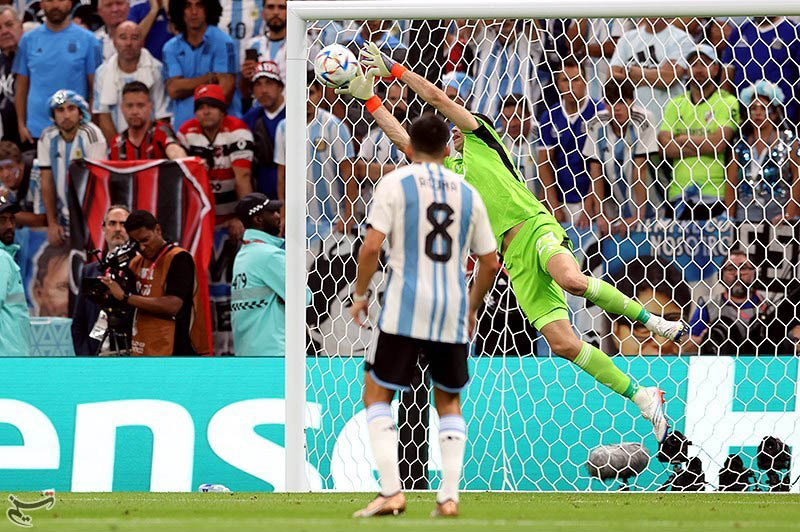
Emiliano Martínez, el mejor portero del torneo

| Premio         |  | Jugador        | Selección | Goles | Asistencias |
| -------------- |  | -------------- | --------- | ----- | ----------- |
| Bota de Oro    |  | Kylian Mbappé  | Francia   | 8     | 2           |
| Bota de Plata  |  | Lionel Messi   | Argentina | 7     | 3           |
| Bota de Bronce |  | Olivier Giroud | Francia   | 4     | 0           |

### Mejor portero
El Guante de Oro es el premio al mejor portero de la Copa Mundial, y es otorgado por un grupo técnico de FIFA, que evalúa a todos los jugadores de esa posición, basándose en las actuaciones a lo largo de la competencia. Este trofeo recibía el nombre de Premio Lev Yashin antes del Mundial de 2010, en honor al legendario portero soviético.
| Premio        |  | Jugador           | Selección |
| ------------- |  | ----------------- | --------- |
| Guante de Oro |  | Emiliano Martínez | Argentina |

### Gol del Torneo
De los diez goles seleccionados, el tanto del brasileño Richarlison contra Serbia en fase de grupos fue elegido como el mejor del torneo, tras la votación llevada a cabo en la página oficial de la FIFA, en la que se recibieron millones de votos.
| #    | Jugador           | Rival          | Minuto | Resultado parcial | Resultado final |
| ---- | ----------------- | -------------- | ------ | ----------------- | --------------- |
| 1.º  | Richarlison       | Serbia         | 73     | 2:0               | 2:0             |
| 2.º  | Salem Al-Dawsari  | Argentina      | 53     | 2:1               | 2:1             |
| 3.º  | Cody Gakpo        | Ecuador        | 6      | 1:0               | 1:1             |
| 4.º  | Enzo Fernández    | México         | 87     | 2:0               | 2:0             |
| 5.º  | Vincent Aboubakar | Serbia         | 63     | 2:3               | 3:3             |
| 6.º  | Luis Chávez       | Arabia Saudita | 52     | 2:0               | 2:1             |
| 7.º  | Kylian Mbappé     | Polonia        | 74     | 2:0               | 3:1             |
| 8.º  | Richarlison       | Corea del Sur  | 29     | 3:0               | 4:1             |
| 9.º  | Paik Seung-ho     | Brasil         | 76     | 1:4               | 1:4             |
| 10.º | Neymar            | Croacia        | 105+1  | 1:0               | 1:1 (2:4 p.)    |

## Símbolos y mercadeo

### Mascota
La mascota oficial del Mundial de Catar 2022 fue La'eeb, un kufiyya animado con forma infantil, de aspecto fantasmagórico y «espíritu juvenil». Fue presentada el 1 de abril de 2022 en el sorteo para definir los grupos.

### Canciones oficiales
Este Mundial tuvo la particularidad de tener la mayor cantidad de canciones oficiales, desplazando a Sudáfrica 2010 de 4 canciones, con un total de 5 canciones.
La primera canción oficial publicada fue lanzada el 1 de abril de 2022, llamada «Hayya Hayya (Better Together)» interpretado por el cantante estadounidense Trinidad Cardona con la participación del ícono del afrobeat Davido y AISHA. Esta canción fue el tema oficial de facto del torneo.
La segunda canción del mundial, llamada «Arhbo», fue presentada el 19 de agosto de 2022 e interpretada por el cantante franco-congolés Gims y el cantante puertorriqueño Ozuna.
La tercera canción oficial fue presentada el 7 de octubre de 2022, llamada «Light The Sky», interpretada por los cantantes Nora Fatehi, Manal, Rahma Riad, Balqees y compuesto por RedOne.
La cuarta canción se estrenó el 17 de noviembre de 2022 junto con el video musical, tres días antes del torneo, denominado como «Tukoh Taka», interpretado por el cantante colombiano Maluma, la rapera estadounidense Nicki Minaj y la cantante libanesa Myriam Fares. Sirvió como la canción oficial del FIFA Fan Festival.
La quinta y última canción, «Dreamers» fue interpretada el 20 de noviembre de 2022, en el día inaugural del torneo, por el cantante Jungkook de la banda BTS, junto con el cantante catarí Fahad Al Kubaisi.

### Balón oficial
Al Rihla es el nombre oficial del balón para el torneo. Su diseño estuvo inspirado en la cultura, gastronomía, arquitectura, embarcaciones icónicas y la bandera catarí.

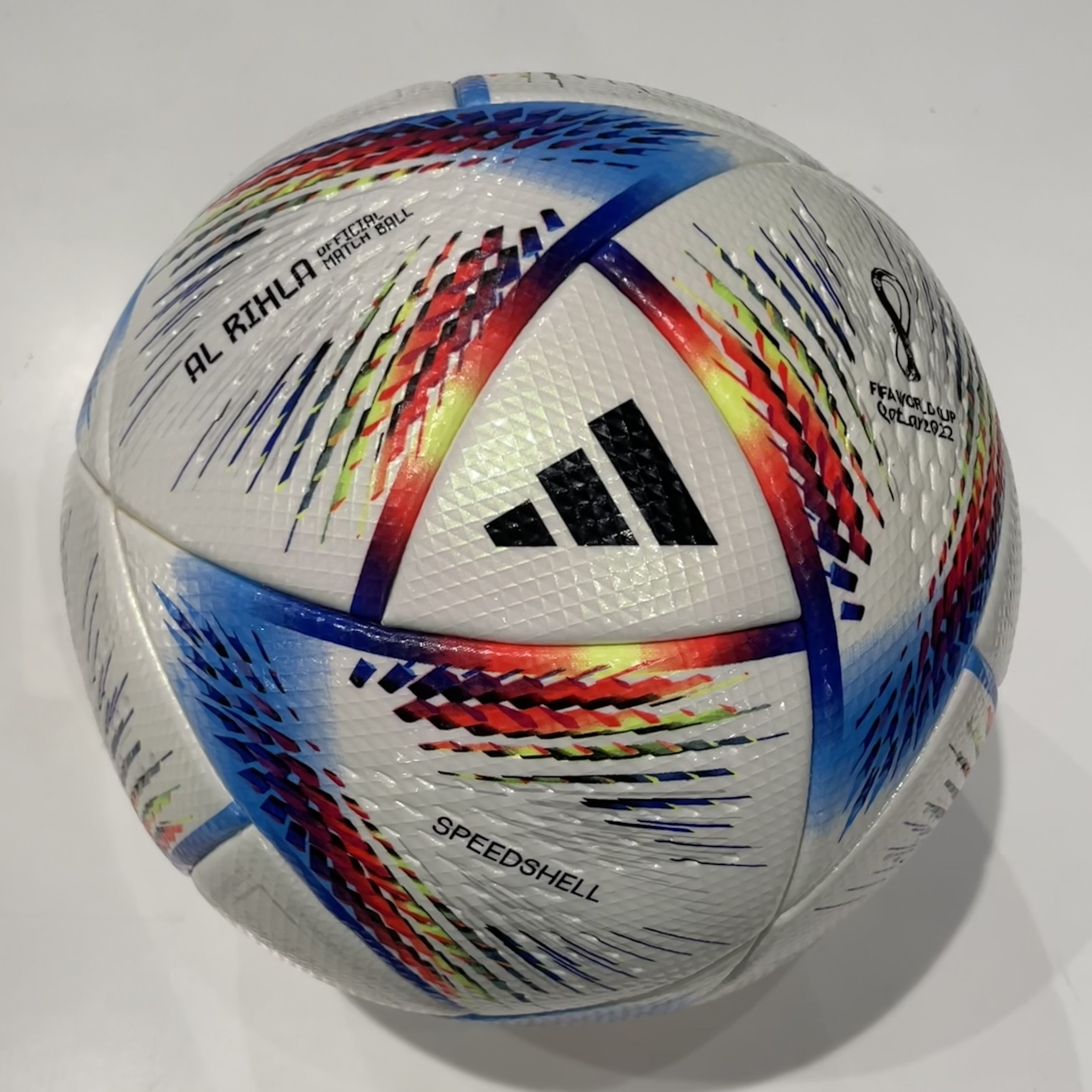
Adidas Al Rihla

### Ceremonia de apertura
La ceremonia de apertura del torneo estuvo a cargo de un dúo entre Jungkook, miembro del grupo de k-pop BTS, y el cantante catarí Fahad Al Kubaisi; además contó con la participación del actor estadounidense Morgan Freeman junto con el influencer catarí Ghanim Al-Muftah. Era la primera vez que se recitaba el Corán como parte de la ceremonia de apertura.

### Derechos de transmisión
La FIFA, a través de varias compañías, vendió a diferentes países del mundo los derechos de transmisión.
| Región                                       | Cadena(s)                   | Ref.          |
| -------------------------------------------- | --------------------------- | ------------- |
| África del Norte y Oriente Próximo           | beIN Sports                 | [ 67 ]        |
| Asia Central                                 | Saran Media                 | [ 68 ]        |
| África subsahariana                          | SuperSport StarTimes Canal+ | [ 68 ] [ 69 ] |
| Antillas                                     | VertiCast                   | [ 68 ]        |
| Subcontinente indio                          | Sports18                    | [ 68 ] [ 70 ] |
| América del Sur (excepto Bolivia y Paraguay) | DSports                     | [ 71 ]        |

### Patrocinios

#### Socios de la FIFA
- Adidas[72]
- Coca-Cola[73]
- Hyundai[67]
- Kia[67]
- Qatar Airways[74]
- QatarEnergy
- VISA[75]
- Wanda Group[76]

#### Patrocinadores de la Copa Mundial
- Anheuser-Busch InBev[77]
- Byju's
- Crypto.com
- Hisense[78]
- Hublot[79]
- McDonald's[80]
- Mengniu Dairy[81]
- Roblox
- Toshiba
- Vivo[82]

#### Patrocinadores regionales[citarequerida]
Asia
- Boss
- Fine Hygienic Holding
- GWC Logistics
- Ooredoo
- Grupo QNB
- Yadea
- Autoridad de Turismo de Arabia Saudita
- UPL

Europa
- Betano

América
- Globant
- Algorand
- Frito-Lay
- Las Vegas Convention and Visitors Authority
- Youtube
- The Look Company
- Claro
- Inter Rapidísimo[83]
- Nubank

### Inversión
Se estima que Catar gastó hasta US$ 220.000 millones durante los doce años desde que fue elegido como anfitrión —más de 15 veces lo que Rusia gastó para la edición anterior y un monto similar a la fortuna de Elon Musk, la persona más rica del mundo en 2022—. Ali Sharif Al Emadi, ministro de Finanzas de Catar, dijo en 2017 que el país estaba gastando US$ 500 millones por semana en proyectos de infraestructura, incluidas mejoras en carreteras, hoteles, estadios y aeropuertos.
Los costos cubiertos por la FIFA para el evento fueron alrededor de US$1.700 millones, con gastos operativos como hospitalidad y logística de US$ 322 millones y operaciones de televisión de US$ 247 millones. Sus ingresos esperados eran US$ 4.700 millones según su presupuesto de 2022, considerando que los derechos de transmisión de televisión representarían US$ 2.640 millones y los derechos de mercadotecnia aportarían otros US$ 1.350 millones, mientras que la venta de boletos y los derechos de hospitalidad sumarían US$ 500 millones. Finalmente, obtuvo cerca de US$ 7.500 millones, impulsado por la entrada de patrocinadores locales como QatarEnergy, o de sectores económicos en boga, como las criptomonedas, en el caso de Crypto.com —superando los ingresos de US$ 5.400 millones de la edición anterior—.

### Premios económicos
La competencia repartió un total de 440 millones de dólares en premios entre los equipos participantes según su desempeño. Las escuadras que no lograron avanzar de la fase de grupos se llevaron 9 millones de dólares; quienes alcanzaron los octavos de final consiguieron 13 millones de dólares; aquellos que clasificaron los cuartos de final obtuvieron 17 millones de dólares; el cuarto lugar obtuvo 25 millones de dólares; el tercer lugar adquirió 27 millones de dólares; el subcampeón se llevó 30 millones de dólares mientras que el campeón ganó 42 millones de dólares.

## Controversias

### Derechos humanos
Diversas agrupaciones y medios de comunicación han expresado su preocupación acerca de la idoneidad de Catar para acoger el evento, debido a serios cuestionamientos sobre el respeto de los derechos humanos, particularmente en los casos de las condiciones laborales de los trabajadores y los derechos de la comunidad LGBT, dado que la homosexualidad se llega a condenar con pena de muerte, así como a las acusaciones contra Catar de apoyar el terrorismo islámico tanto diplomática como financieramente.

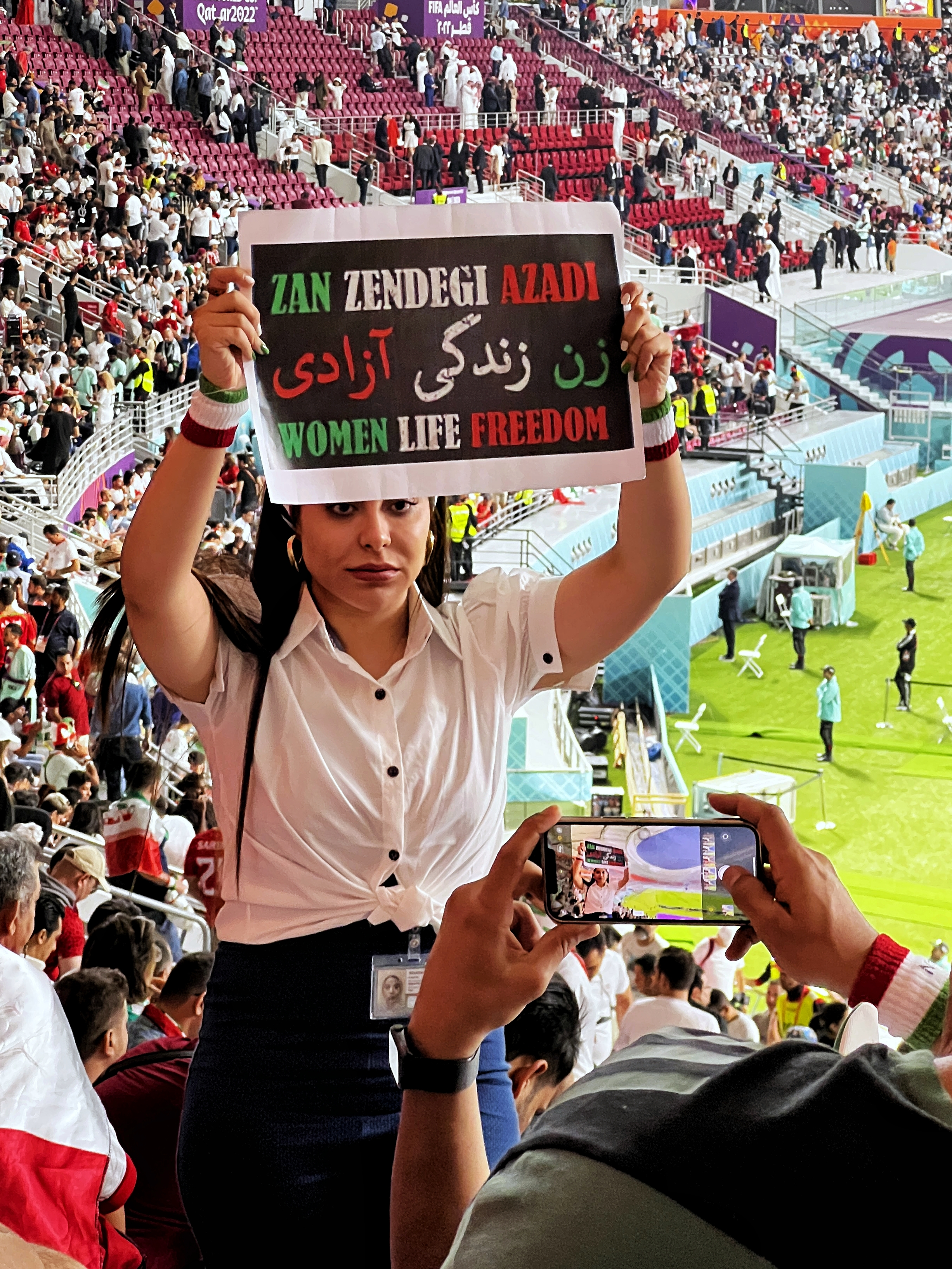
Una aficionada iraní con un cartel que dice Mujer, Vida, Libertad, eslogan usado durante las protestas en Irán, durante el partido contra Inglaterra.

En octubre de 2022 varias selecciones europeas anunciaron que los capitanes de sus respectivos equipos portarán brazaletes alusivos al apoyo a la comunidad LGBTTIQ+. A pocos días de iniciar el mundial, la FIFA advirtió que los jugadores que portaran dicho gafete serían amonestados, por lo que las federaciones europeas echaron para atrás en las intenciones de utilizar un gafete con los colores de la comunidad LGBTTIQ+.
En una entrevista para la cadena de televisión alemana ZDF, uno de los embajadores del mundial, el exjugador internacional Khalid Salman, declaró que «la homosexualidad es un daño mental». Tras estas declaraciones, representantes del comité organizador interrumpieron la entrevista.
Varios comentaristas describieron un choque cultural, entre los principios de la rígida moralidad islámica y las normas seculares de las democracias liberales occidentales. Medios occidentales como el Daily Star han advertido además de que, por primera vez en la historia de los mundiales de fútbol, existe una prohibición de practicar sexo esporádico o fuera del matrimonio. Según el código penal del país, este tipo de prácticas —comunes o toleradas en los países democráticos— podrían conllevar condenas de hasta siete años de cárcel. El Comité Supremo de Catar ya advirtió de que «Catar es un país conservador y las muestras públicas de afecto están mal vistas independientemente de la orientación sexual».

### Corrupción
Los funcionarios de la FIFA han sido acusados de corrupción y de aceptar que Catar «compró» la Copa del Mundo. El tratamiento de los trabajadores de la construcción fue cuestionado por grupos defensores de los derechos humanos. Las condiciones climáticas provocaron que algunos consideran inviable el organizar el torneo en este país, en respuesta, se planeó implementar aire acondicionado en los estadios. En mayo de 2014, Joseph Blatter, quien fuera Presidente de la FIFA cuando Catar fue seleccionado, comentó que adjudicar la Copa del Mundo fue un «error» debido al calor extremo.

### Condiciones laborales

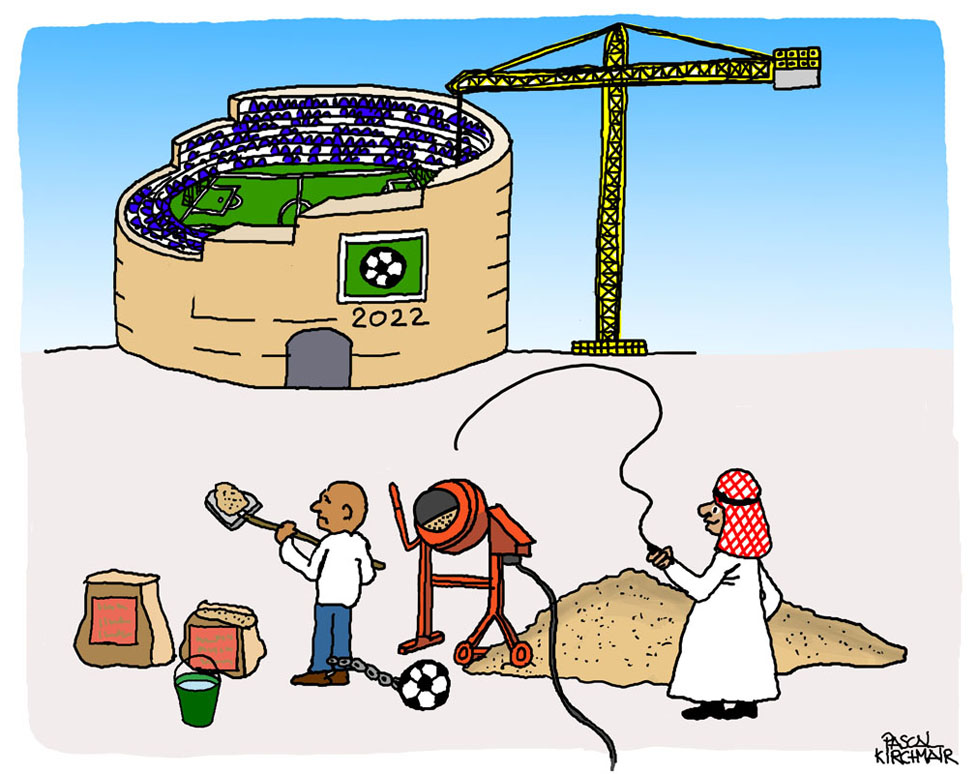
Caricatura sobre las condiciones laborales en la construcción de estadios cataríes antes del torneo.

En un informe de la Confederación Sindical Internacional, fechado en 2015, se estimó que habría cerca de 7000 trabajadores muertos antes del inicio del mundial. La Fundación Internacional para la Democracia estimó un total de 10 000 trabajadores migrantes muertos. Amnistía Internacional denunció prácticas de abuso y explotación contra los trabajadores, especialmente migrantes, en la construcción de los estadios. Se advirtió sobre casos de amenazas por quejas de las condiciones de vida, retraso en el pago de salarios y elevadas comisiones de contratación. El diario The Guardian, en un artículo publicado en febrero de 2021, reveló alrededor de 6500 trabajadores migrantes muertos, aunque el «número total de muertos es significativamente mayor, ya que estas cifras no incluyen las muertes de varios países, en su mayoría del Sudeste Asiático, que envían un gran número de trabajadores a Catar, incluidas Filipinas y Kenia. Tampoco se incluyen las muertes ocurridas en los últimos meses de 2020».
Amnistía Internacional solicitó al gobierno de Catar respuestas sobre los fallecimientos de trabajadores migrantes. Catar anunció en mayo del 2021 una serie de medidas destinadas a proteger a los trabajadores del calor. Sin embargo, a pesar de que se atribuyó la mayoría de las muertes a «causas naturales» esto deja sin explicación alrededor del 70 % de las muertes. En octubre de 2022, un directivo de la FIFA mencionó que el organismo rector del fútbol está dispuesto a compensar a los trabajadores que resultaron heridos durante la construcción de los estadios.
La organización de Catar 2022 ha acusado de una campaña internacional en su contra. El emir Tamim bin Hamad al Thani ha manifestado que su país es víctima de «fabricaciones y dobles raseros» además de acusar intereses oscuros de sus críticos.
El presidente de la FIFA, Gianni Infantino, calificó de hipócritas a los países que han criticado este campeonato: «Por las cosas que los europeos han hecho al mundo durante los últimos tres mil años deberían estar disculpándose otros tres mil antes de empezar a dar lecciones morales a la gente».

### Manifestaciones de las selecciones
La selección de Dinamarca había solicitado a la FIFA el permiso para portar unas camisetas con la leyenda «Derechos Humanos para todos», la cual fue denegada por el organismo, como protesta por las condiciones laborales de los trabajadores en Catar.
Los jugadores de la selección iraní se negaron a cantar su himno nacional en protesta por la situación de la mujer en el país. Los aficionados venidos de Irán apoyaron a sus jugadores silbando mientras sonaba el himno.
En su debut, los jugadores del seleccionado de Alemania protestaron tapándose la boca al inicio del partido ante Japón contra la prohibición del uso del gafete en apoyo a la comunidad LGBTI.